# 新アッシリア帝国

新アッシリア

mat Aššur KI

新アッシリアの支配域。濃い緑が前824年、シャルマネセル3世の治世末期時点。薄い緑が前671年、エサルハドンの治世末期時点。

新アッシリア帝国（Neo-Assyrian Empire）は、アッシリアの歴史において紀元前911年から紀元前609年にかけての時期を指して用いられる用語であり、上メソポタミア地方を中心に勢力を拡大した鉄器時代のアッシリアは当時世界最大の帝国であった。アッシリア人は帝国統治の基本的な技術を完成させ、その多くが後の様々な帝国に模倣された。鉄製の武器で武装し、進化した軍隊を持ち、効果的な軍事技術を用いたのはアッシリア人が初めてである。

## 概要
新アッシリア帝国は互いに起源が異なる複数の民族と部族で構成され、被征服民族を自領に組み込んで再編した。アッシリア人は国家支配に欠かせない初期の技術を完成させ、その多くは後の各国家で標準となった。多くの歴史家によると、新アッシリアは歴史上最初の真の帝国であったとされる。アッシリア人は鉄器で武装した最初の民族であり、その軍隊は高度で効果的な戦術を採用した。
新アッシリア帝国は後期青銅器時代の古アッシリア帝国（紀元前2025年～紀元前1378年）及び中アッシリア帝国（紀元前1365年～紀元前934年）を引き継いで成立した。特に紀元前8世紀のティグラト・ピレセル3世の治世に至って最盛期となり、広大な版図を誇った。
紀元前10世紀後半にアダド・ニラリ2世が各方面に遠征して勝利した後、アッシリアは当時の世界において最も強力な国家となり、各地を支配するようになった。アッシリアの支配地域は古代近東、地中海東岸地方、小アジア、コーカサス地方、アラビア半島と北アフリカの一部にまで及び、バビロニア、エラム、ペルシア、ウラルトゥ、リュディア、メディア、フリュギア、キンメリア、イスラエル王国、ユダ王国、フェニキア、カルデア、カナン、クシュ、アラブ、エジプトなどの敵国を征服した。
新アッシリア時代の初期、帝国の主要言語はアッカド語だったが、紀元前8世紀半ばになって帝国領土が拡大すると、アラム語もまた追加の公用・行政言語として受け入れられ、徐々に重要性を増していった。新アッシリア時代後期に新たに成立した二カ国語体制は、拡大し続ける帝国領土内における文化の多様性を反映したものであった。
被征服民への過酷な抑圧に対する反感と、紀元前631年のアッシュルバニパルの死後に続いた内紛により、新アッシリアは崩壊し始めた。紀元前616年、メディアとペルシア人の王であるキュアクサレス2世は、バビロニア人とカルデアの支配者ナボポラッサルと新アッシリアに対する同盟を結び、次いでスキタイとキンメリア人とも同盟した。紀元前612年、メディア・新バビロニア・スキタイ・キンメリアを含む西アジア諸勢力の連合軍に敗北し、首都ニネヴェが陥落した。紀元前609年、新アッシリアとその同盟国であったエジプトはメディアと新バビロニアの連合軍に打ち破られ、アッシュル・ウバリト2世の逃亡先であったハッラーンも陥落した。その後、ハッラーンを奪回する試みも失敗し、アッシリアは独立国家としての地位を喪失した。新アッシリア帝国は崩壊したが、アッシリア人はその後も生き延びており、アッシリア人の人名が後世の文献に登場する。

## 名称
アッシリア帝国は、アッシリアの楔形文字では （mat Aš-šur KI）と表記する。発音的には（mat Aš-šur）とも表記される。
シュメール・アッカド語の楔形文字では 𒆳𒀭𒊹𒆠 （KUR AN-ŠAR2KI）、
アッシュルバニパルのラッサム円筒形碑文では （KUR AN-ŠAR2KI）、
アッシリア語における発音はmat Aushar ki、後にはmat Ashshur kiやmat Aššur kiと変わった。「アッシュル神の都市の国」を意味する

。
アッシュルバニパルの他の碑文における発音的な表記として（mat aš-šur）(シュメール語では𒆳𒀸𒋩)や
（aš-šur ki）(シュメール語では𒀸𒋩𒆠)
、
また、紀元前1340年頃のものと特定されているアマルナ文書EA 15においては（mat da-šur）と記されている。

## 背景
元々は、アッシリアは紀元前25～24世紀に発展したアッカド人の王国だった。例えばトゥディヤなどの最も初期のアッシリア王たちは、（実在したとすれば）比較的小規模な支配者だった。そしてサルゴンによりアッカド帝国が建国されると、これらの王はアッカドに服従するようになった。サルゴンは全てのアッカド人、そしてシュメール語を話すメソポタミア人（アッシリア人を含む）を統合した。アッカドは紀元前24世紀頃から200年近く続いたが、伝説ではグティ人の攻撃を受けて滅亡したとされる（紀元前22世紀頃、ただしこの説話の史実性は疑わしく、実際のアッカド帝国の滅亡過程についてはよくわかっていない）。
アッカド帝国の崩壊に伴い、紀元前21世紀中頃にアッシュル市が独立勢力となった。このアッシュル市の勢力範囲が通例、アッシリアと呼ばれる。アッシリアでは、洗練されたアッカド語が用いられた。初期青銅器時代の古アッシリア時代、アッシリアはメソポタミア北部（現代のイラン北部）の国だった。初めのうちは、小アジアのヒッタイトやフルリ、例えばイシンやウル、ラルサなどの古代シュメールやアッカドの都市国家、後には紀元前1894年にアムル人によって建国されたバビロニアと優位を争っていたが、しばしばカッシート人による支配を受けた。紀元前20世紀には小アジアの各地にアッシリア商人の商業植民地が広がった。
紀元前18世紀初頭、アッシリアはアムル人の首領シャムシ・アダド1世（紀元前1809～1776年）の支配を受けた。彼はアッシリア王を名乗り、新たな王朝を建てた。彼は人並み外れて精力的、かつ政治的に巧妙であり、彼の息子たちをマリとエカラトゥムに傀儡の支配者として置いた。紀元前17世紀と紀元前15世紀にアッシリアは短期間、それぞれバビロニアとミタンニ、フルリ人の支配に服した。

### 中アッシリア帝国

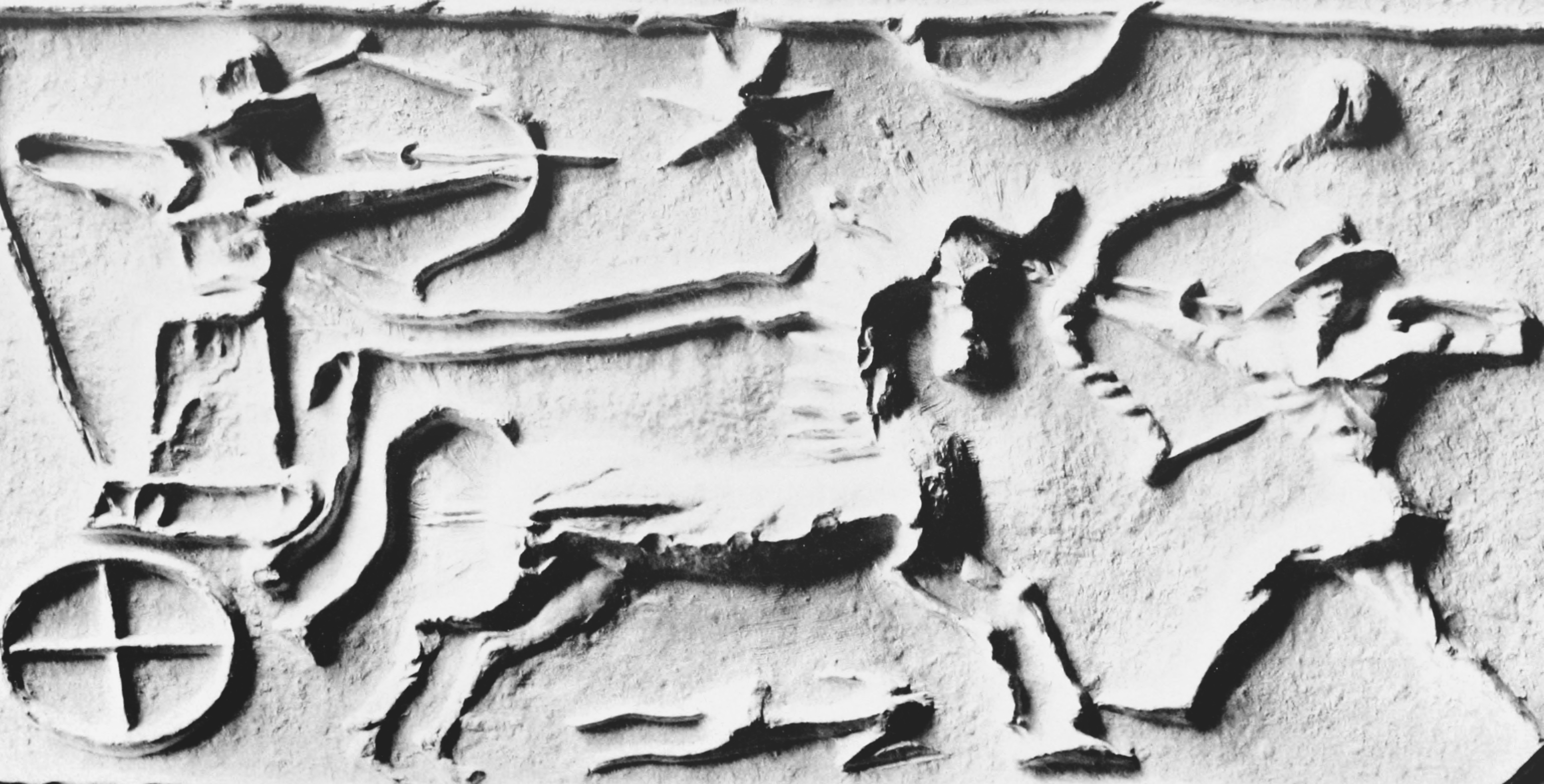
中アッシリア帝国の印章。紀元前1400年～紀元前1100年頃

衰退していたアッシリアを強国へと押し上げる転機となったのが、アッシュル・ウバリト1世の登場である。彼はアッシリアの支配を、ニネヴェとアルベラの肥沃な土地から北方へと広げた
。彼の治世が中アッシリア時代の始まりとされる。地中海沿岸からペルシア湾へと、利益の源泉ともなる肥沃な三日月地帯を横切る隊商ルートがあり、ティグラト・ピレセル1世の時代にはこれを確保した。シリア地方にいたアラム系の遊牧民の中にはアッシリアの中心部に向かって移動してくるものもあり、ティグラト・ピレセル1世やその後の王たちは、これらの遊牧民に対して多くの遠征を行った。紀元前2千年紀末までには、アラム人がその支配地域を拡大させ、上メソポタミア地域におけるアッシリアの領土の多くを奪った。
ティグラト・ピレセル1世死亡（紀元前1076年）後の150年間に、アッシリアは非常に衰退した。全ての近東、北アフリカ、コーカサス、地中海、バルカン地方にとって、紀元前1200年から紀元前900年までの期間は巨大な社会変動と人々の大移動による暗黒の時代だった。ただし、この期間のアッシリアは、エジプトやバビロニア、エラムなどの潜在的な敵国と比べれば、比較的安定した状況にあった。

## 歴史

### アダド・ニラリ2世とアッシュル・ナツィルパル2世（前911年～前859年）

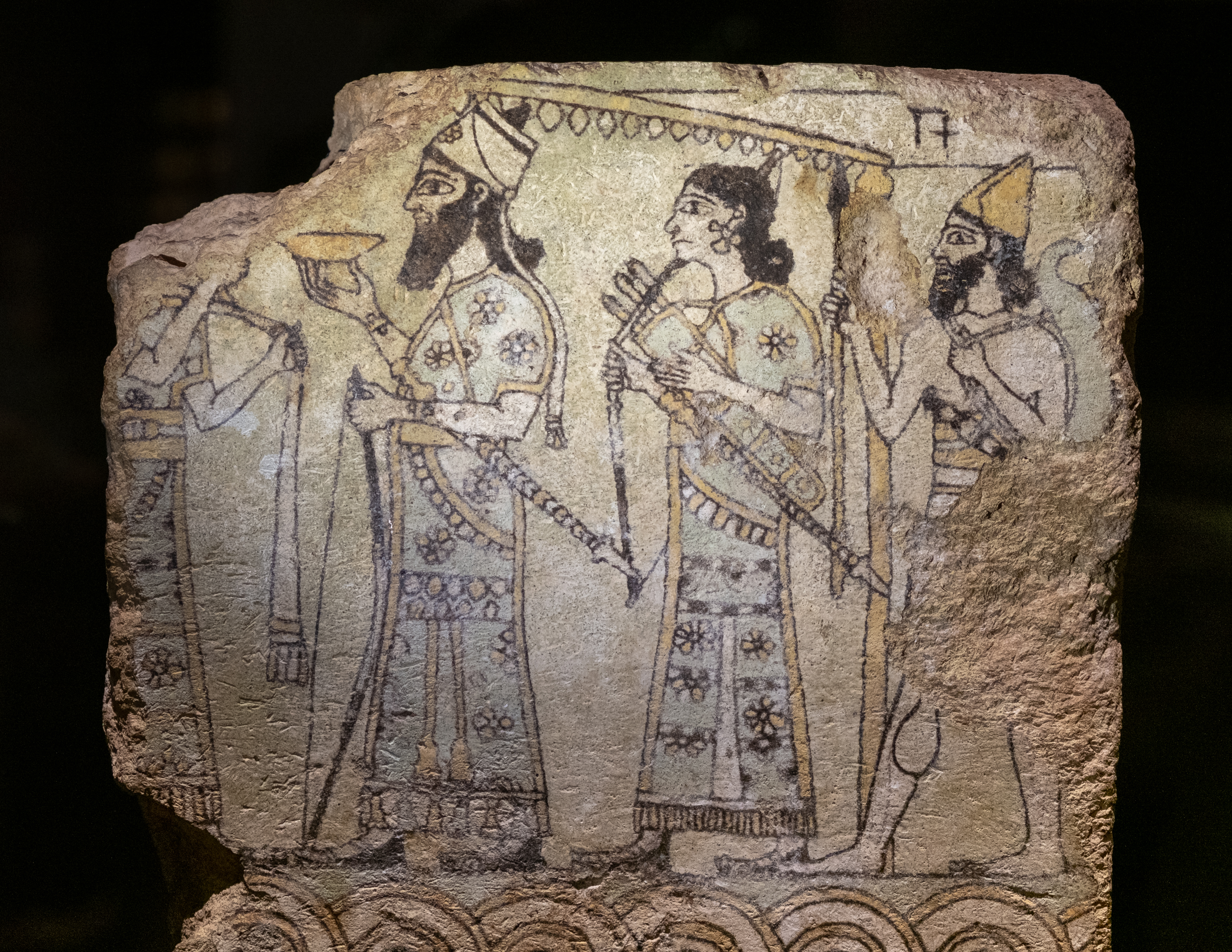
兵士に随行されるアッシリアの支配者（おそらくアッシュル・ナツィルパル2世）。釉薬を塗ったタイル。ニムルドの北西宮殿から出土。紀元前875年～紀元前850年頃）

アダド・ニラリ2世の軍事遠征が始まると、アッシリアは再び強国となり、やがて最終的にはエジプト第25王朝を転覆させ、エラム、ウラルトゥ、メディア、ペルシア、シリア地方諸国、シロ・ヒッタイト諸国までも征服するようになる。新アッシリア帝国の始まりである。
アダド・ニラリ2世とその後継者たちは、毎年限られた時季に、非常の良く組織された軍隊により遠征した。彼は、それまで名目的な支配に成り下がっていたアッシリアの領地を、アラム人とフルリ人をはるか北へと追いやることにより取り戻した。次いで、アダド・ニラリ2世はバビロニアのシャマシュ・ムダミクを２回攻撃してこれを破り、ディヤーラー川の北の広大な土地と、メソポタミア地方中央部にあるヒート（Hit）とザンク（Zanqu）の町を併合した。彼はその治世の後半に、ナブー・シュマ・ウキン1世が治めるバビロニアからはるかに大きな利益を得た。
紀元前891年に、彼の跡をトゥクルティ・ニヌルタ2世が継いだ。トゥクルティ・ニヌルタ2世はアッシリアをさらに強化し、その短い治世の間にアッシリアの領土を北方の小アジアとザグロス山脈まで広げた。
その次の王、アッシュル・ナツィルパル2世（紀元前883年～紀元前859年）は、帝国の大規模な拡大計画に乗りだした。彼の治世において、アッシリアは、中アッシリア時代末期の紀元前1100年頃に失った多くの領土を回復した。アッシュル・ナツィルパル2世は現代のイラン、ザグロス山脈にも遠征し、ルルビ（Lullubi）及びグティによる反乱を鎮圧した。この頃からアッシリア人は、自分たちの無慈悲さを誇り始めた。アッシュル・ナツィルパル2世はまた、首都をアッシュルからカルフ（ニムルド）に遷した。彼により建てられた宮殿、神殿、その他の建物は、この時期においてアッシリアの富と芸術が非常に発展していたことを証明する。アッシュル・ナツィルパル2世は被征服民の大量追放政策を導入した。それは彼の息子、シャルマネセル3世の下で、次第に大規模なものになっていく。

### シャルマネセル3世からアダド・ニラリ3世まで（前859年～前783年）
アッシュル・ナツィルパルの息子、シャルマネセル3世（紀元前859年～824年）は35年の長きにわたって統治したが、その間、首都はさながら軍事キャンプのようなものとなった。毎年、アッシリア軍は遠征を繰り返した。バビロンを占領し、バビロニアはアッシリアの属国へと成り下がった。シャルマネセル3世はウラルトゥと戦い、ダマスカスのハダドエゼル率いるアラム連合に対して軍を進めた。この連合にはイスラエルの王アハブも参加しており、紀元前853年のカルカルの戦いにおいて、シャルマネセルが「敵を征服した」と記録しているにもかかわらず、実際には戦いは膠着し、アッシリア軍はすぐに撤退した。

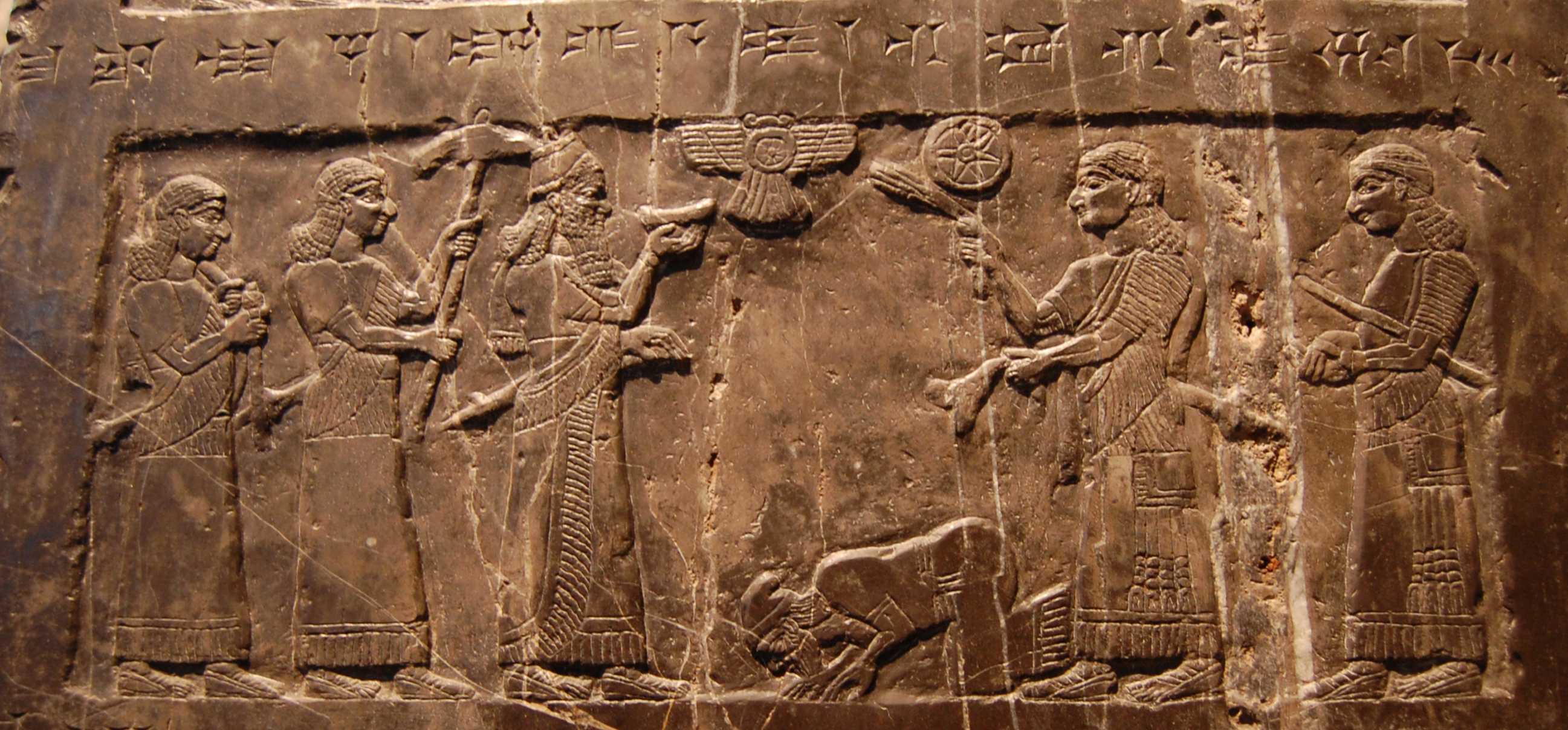
シャルマネセル3世は「オムリの土地の人々のイエフ」から貢納を受けたと黒色オベリスク（紀元前840年頃）に記し、北イスラエル王イエフに言及している。

シャルマネセル3世はシロ・ヒッタイト諸国の1つカルケミシュを紀元前849年に奪った。そして紀元前842年、軍をダマスカスの王ハザエルに対して進め、その都市を包囲し、貢納を強いたが、占領はしなかった。紀元前841年、彼はイスラエルのイエフやフェニキアの都市ティルスとシドンから貢ぎ物を受け取った。カルフで発見された、彼の黒色オベリスクには、彼の治世中の多くの軍事的功績が記録されている。
シャルマネセル3世の最後の4年間は、彼の最も年上の息子アッシュル・ナディン・アプルによる反乱に悩まされた。この反乱は、アッシリア帝国にとって致命的なものになりかけた。アッシュル、アルベラ、アラプハ（キルクーク）を含む27の都市が王位僭称者に加わった。この反乱の矛先は、直接に王に向けられたものではなく、むしろダヤン・アッシュルなど不相応な権力を持った州知事に対して向けられた。反乱は、困難を伴いながらも、シャルマネセル3世の２番目の息子、シャムシ・アダド5世により鎮圧された。紀元前824年にシャルマネセル3世が死ぬと、シャムシ・アダド5世が跡を継いでアッシリア王になった。
長く辛い内戦は、南のバビロニア、北と東のメディア、マンナエ、ペルシア、そして西のアラムとシロ・ヒッタイト諸国がアッシリアの支配から逃れることを許した。シャムシ・アダド5世の残りの治世は、これらの国々に対する支配を取り戻すことに費やされた。この期間、ウラルトゥは、この地域における自らの影響力を回復する好機を逃さなかった。これらの出来事の結果として、シャムシ・アダド5世の治世中は、アッシリアが領土をそれ以上拡大することはなかった。紀元前811年にシャムシ・アダド5世の子、アダド・ニラリ3世が王位を継いだとき、彼はまだ少年だった。このため、紀元前806年までの５年間、彼の母である女王サンムラマート（セミラミスとしても書かれた）が彼を助け、摂政として統治した。この女王に関して数多くの伝説があるにもかかわらず、当時のアッシリアの記録においては彼女に関する記述はほとんど存在しない。
紀元前806年、アダド・ニラリ3世は権力を握った。彼はレバント地方へ侵攻し、アラム、フェニキア、ペリシテ、イスラエル、シロ・ヒッタイト、エドムを従わせた。彼はダマスカスに入り、その王ベン・ハダド3世に貢納を強いた。次いで彼はイランに向かい、ペルシア、メディア、マンナエを従わせ、カスピ海沿岸にまでも到達した。彼の次の目標はカルデアとメソポタミア南部のストゥ人（Sutu）であり、これも征服して属国とした。

### 停滞期（紀元前783年～紀元前745年）
紀元前783年、アダド・ニラリ3世は若くして亡くなったが、これにより新アッシリア帝国は本格的な停滞期に入った。シャルマネセル4世（紀元前783年～紀元前773年）は、ほとんど権力を行使できなかったようだ。ティル・バルシプの戦いにおいてウラルトゥの王アルギシュティ1世に勝利したが、その勝利はシャムシ・イルという名の将軍（タルタヌ）のものとされている。彼はその碑文において、王の名に言及すらしない。また、シャムシ・イルはアラム人やシロ・ヒッタイトとの戦いでも勝利を得て、王の権力を利用して彼個人の名声を高めた。
アッシュル・ダン3世は、紀元前772年に王位に就いた。彼は王として非常に無能であることをさらけ出し、アッシュル、アラプハ、グザナなどの国内の都市による反乱に悩まされた。彼は、バビロニアとアラム（シリア）に対して勝利することができなかった。彼の治世はまた、天災や不吉な日食にも悩まされた。余談ではあるが、彼の治世中に起きた日食が紀元前763年6月15日であったことが計算されるため、これがアッシリアの各王の年代を特定する基準となっている。アッシュル・ダン3世の弟、アッシュル・ニラリ5世は紀元前754年に王になったが、彼の治世においては反乱がひっきりなしに続いた。最終的に彼はティグラト・ピレセル3世により王座から引きずり下ろされたが、その直前にかろうじてニネヴェの宮殿を脱出したようである。このティグラト・ピレセル3世が、アッシリアを復活させることになる。

### ティグラト・ピレセル3世（紀元前744年～紀元前727年）

アッシリア帝国によるイスラエル人の強制移住

ティグラト・ピレセル3世が王位に就いたとき、アッシリアは反乱の苦しみの中にあった。内戦と伝染病が国を荒廃させていたし、小アジアにおけるアッシリア最北部の根拠地はウラルトゥに奪われていた。紀元前746年、カルフの街が反乱に加わったが、翌年のイヤル（アル）の月の第13日、プルという名のアッシリアの将軍（タルタン）が王位を奪い、ティグラト・ピレセル3世と名乗った。そしてアッシリアの政治を全面的に改革し、効率性と安定性が劇的に改善された。
征服した属州は王を頂点とする入念な官僚制度の下で組織された。それぞれの地区は固定された貢ぎ物を納め、軍隊を供給した。この時、アッシリア軍は専門的な常備軍を持つようになり、これ以降のアッシリアの政策は、文明化された世界の全てを１つの帝国にまとめ上げ、交易と富の全てを手に入れることに向けられるようになった。この劇的な変化のため、ティグラト・ピレセル3世の治世はしばしば「第二アッシリア帝国」の始まりとさえ言われる。
ティグラト・ピレセル3世が王になったとき、彼はバビロニアに軍を進めてその王ナボポラッサルを破り、その神シャパッザ（Šapazza）を連れ去った。これらの出来事は、アッシリア・バビロニア年代記に記されている。バビロニアを属国とし、ウラルトゥを破り、メディア、ペルシア、シロ・ヒッタイトを征服した後、ティグラト・ピレセル3世は軍を率いて独立を保っていたアラム、さらには商業的に成功していたフェニキアの地中海沿いの港に進軍した。３年間の包囲戦の後、紀元前740年に彼はアレッポ付近のアルパドを占領し、さらにはハマトを破壊した。ユダの王アザルヤはハマトと同盟していたが、これに受けてティグラト・ピレセル3世の臣下となり、以後は毎年、貢納しなければならなくなった。

#### イスラエルへの侵略（紀元前738年）

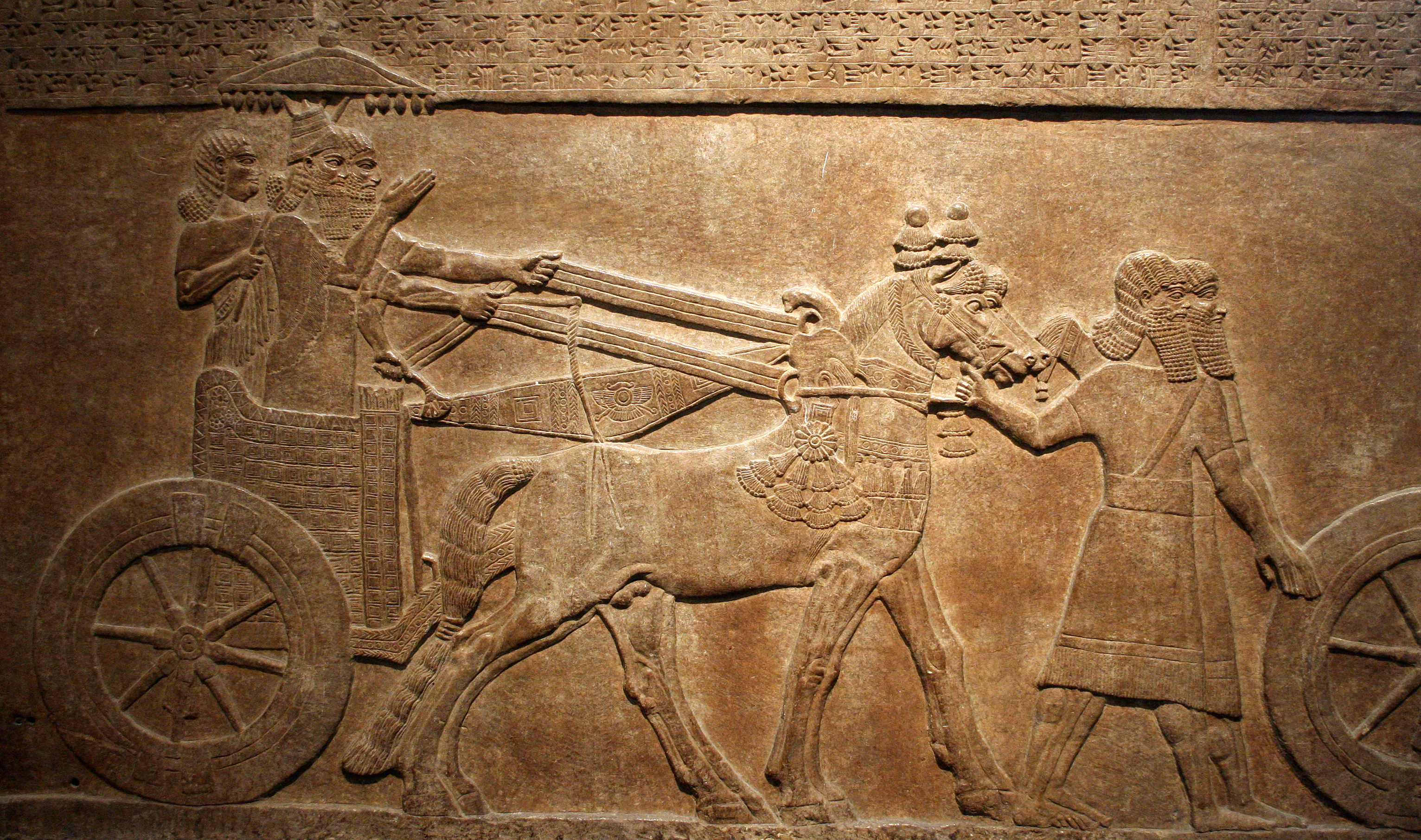
アスタルトゥ（Astartu。バシャンの王オグの土地。ヨルダン川東岸にあった町）の占領。アッシリア王ティグラト・ピレセル3世が紀元前730年～727年頃に作製した宮殿の浮き彫り。大英博物館収蔵）

紀元前738年、北イスラエル王のメナヘムの治世に、ティグラト・ピレセル3世はペリシテ人の地（現在のイスラエル南西部とガザ地区）を占領、次いでイスラエルに侵入し、重い貢納を課した。ユダの王アハズはイスラエルとアラムに対する戦争に参加し、アッシリア王に対して金や銀を贈って支援を求めた。ティグラト・ピレセル3世はこれを受け、「ダマスカスへ侵攻し、これを破ってレツィン王を殺し、都市を包囲した」。軍の一部を包囲のために残すと、彼はさらに進み、ヨルダン川の東（ナバテア、モアブ、エドム）とペリシテ、サマリアを炎と剣をもって荒廃させた。そして紀元前732年、彼はアラムの首長国ダマスカスを奪い、その住民の多くとサマリアのイスラエル人をアッシリアへ強制移住させた。彼はまた、アラビア半島のアラブ人に貢納を強いた。
紀元前729年、ティグラト・ピレセル3世はバビロニアに行き、バビロン王のナブー・ムキン・ゼリを捕らえると、自らをプル王としてバビロン王となった。ティグラト・ピレセル3世は紀元前727年に死に、シャルマネセル5世が跡を継いだ。すると、イスラエル王のホシェアは貢納を停止し、紀元前725年にアッシリアに対抗してエジプトと同盟を結んだ。これを受け、シャルマネセル5世はシリアに侵攻し、イスラエルの首都サマリアを３年間包囲した。

### サルゴン王朝
新アッシリア帝国の歴史の中で、サルゴン2世以降の王たちにより統治された期間を、特に「サルゴン王朝」として区別することがある。

#### サルゴン2世（紀元前721年～紀元前705年）

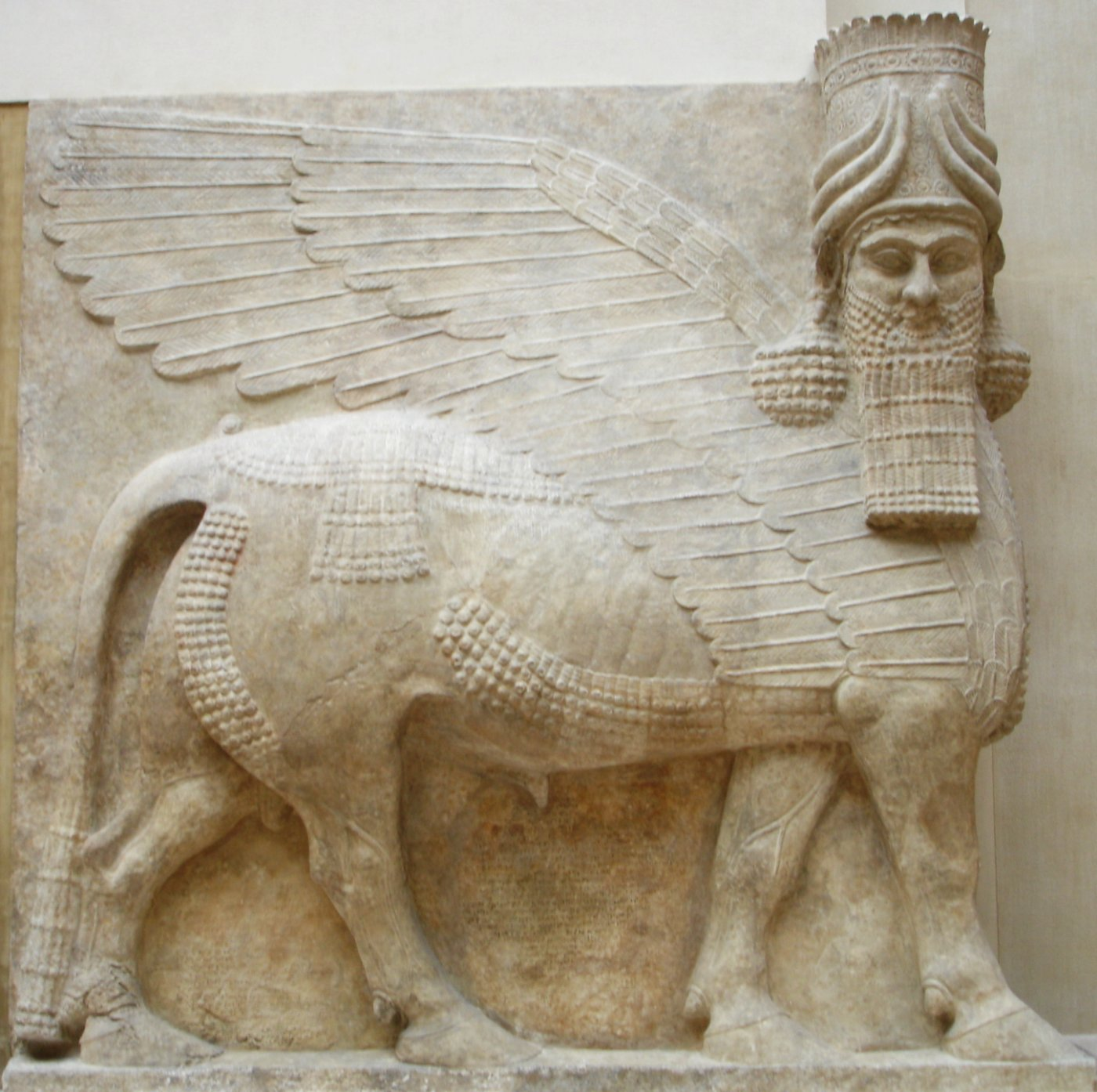
アッシリアのラマッス（人頭有翼獣）。ドゥル・シャルキンにあるサルゴンの宮殿から出土。

紀元前722年、サマリアを包囲している最中にシャルマネセル5世が突然亡くなり（詳細は不明）、タルタヌ（アッシリア軍の総司令官。ユダヤの資料ではタルタンとして記されている）であったサルゴン2世が王になった。王になるとサルゴンは速やかにサマリアを占領し、27000人の人々を捕囚として連れ去った。ここで事実上、北イスラエル王国は終焉する。
翌年（紀元前721年）、サルゴン2世はエラムの王フンバン・ニカシュ1世とその同盟者であるバビロンの王マルドゥク・アプラ・イディナ2世（聖書ではメロダク・バルアダンとしている）に対して戦争を行った。マルドゥク・アプラ・イディナ2世はアッシリアの支配を逃れて独立していたが、この時の戦いではサルゴン2世は彼を取り除くことができなかった。サルゴンは反乱を抑えることはできたが、バビロンを取り戻すことはできなかったのである。バビロンの攻略に失敗すると、彼は関心をウラルトゥとアラムに向けた。紀元前717年にカルケミシュを占領し、メディア、ペルシア、マンナエを再征服すると、イラン高原へと侵入してビクニ山まで到達し、いくつかの砦を建設した。ウラルトゥを壊滅的に敗北させて首都を略奪すると、ウラルトゥの王ルサは恥を忍んで自決した。次いでサルゴンはシリア北部のシロ・ヒッタイトの属州や、キリキア、コンマゲネも征服した。
紀元前721年の攻撃以降、アッシリアはバビロニアと講話することなく敵対し続けていたが、紀元前710年、サルゴンは11年ぶりにバビロニアを攻め、マルドゥク・アプラ・イディナを打ち負かし、彼は保護を求めてエラムへと逃れた。この勝利の結果、キプロス島のギリシア人の支配者たちはアッシリアに忠誠を誓うようになり、フリュギアのミダス王はアッシリアの国力を恐れて同盟を求めた。また、サルゴンは新たな首都ドゥル・シャルキン（サルゴンの街）をニネヴェの近くに建設し、様々な国から集まったあらゆる貢ぎ物をここへ蓄積した。

#### センナケリブ（紀元前705年～紀元前681年）

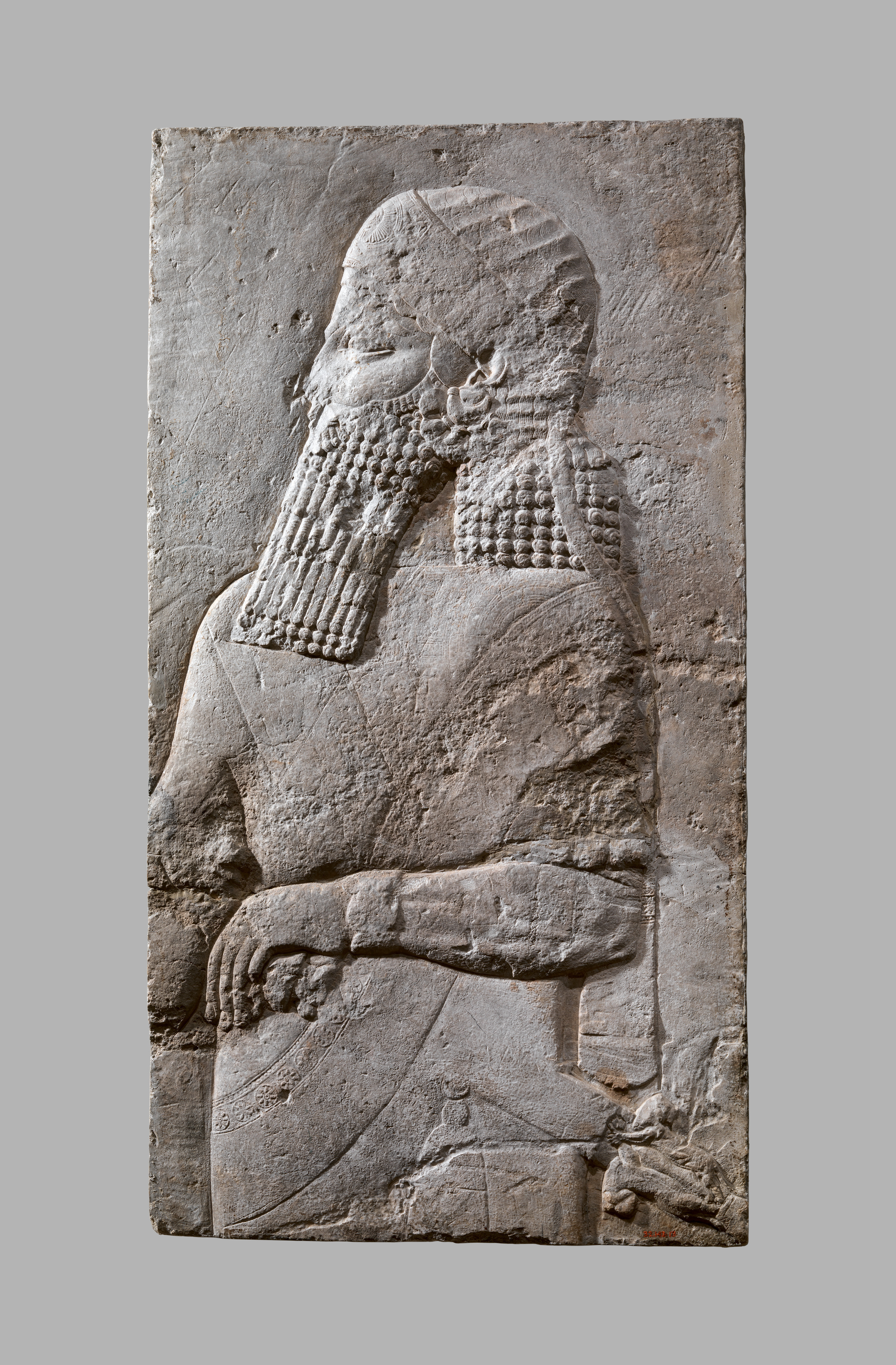
アッシリアの王太子。紀元前704年～紀元前681年頃。ニネヴェ出土、メトロポリタン美術館収蔵。

紀元前705年、サルゴンはキンメリア人を撃退する戦いの中で殺された。キンメリア人は本国から黒海沿岸部に出てきて、アッシリアが支配する植民地とイランの人々を攻撃し、ペルシア人たちを南のオルーミーイェへと追いやっていたのである。サルゴンの死後、その息子センナケリブがアッシリア王になった。
彼の最初の仕事は、ギリシアの支援を受けて離脱の動きを見せていたキリキアに対し、アッシリアの支配を断固として主張することだった。センナケリブはキリキアに軍を進め、反乱者とギリシアの支援者を破った。彼はまた、小アジアのコルドゥエネ（Corduence）に対する支配についても主張した。
また、センナケリブは、サルゴンが建てたドゥル・シャルキンからニネヴェへと首都を遷すことを決めた。アッシリア人にとって戦死することは神の庇護を失ったことを意味し、父サルゴンが戦死したのは神に憎まれるようなことがあったため、と考えられたからである。父サルゴンと距離を置くためにドゥル・シャルキンは放棄された一方で、ニネヴェには有名な「無比の宮殿」を建てた。センナケリブの治世後半には軍事遠征も落ち着いてニネヴェの改良に情熱を注ぐようになり、美しい都市へと改良するとともに、果樹園や庭園を整備した。
エジプトはアッシリア帝国攻略の足がかりを得ようとして、帝国内の人々を扇動し始めた。その結果、紀元前701年、ユダのヒゼキヤ王とシドンのルリ王、シドカ（Sidka）、アシュケロンの王、エクロンの王たちは連合してエジプトと同盟を組み、アッシリアに対抗した。センナケリブは反乱者を攻撃し、アシュケロン、シドン、エクロンを征服し、エジプト軍を破ってこの地域から追い払った。彼はエルサレムに向けて進み、途上にあった46の町と村を破壊した（強固に守られた街ラキシュを含む）。その後に何が起きたのか、はっきりとはわからない（聖書では、ヒゼキヤが神殿で祈りを捧げた後、主の天使が185,000人のアッシリア兵士を殺した、としている）。一方、センナケリブの記録では、ユダは貢ぎ物を納め、それから兵を引き揚げたとしている。ヘブライの聖書では、ヒゼキヤは一度貢ぎ物を納め、アッシリア軍は去ったが、再び来て兵士たちが殺された、と述べている。いずれにせよ、センナケリブがエルサレムの占領に失敗したことだけは確かだ。
センナケリブの治世中に、マルドゥク・アプラ・イディナはバビロンに戻った。紀元前703年にセンナケリブはキシュ郊外で彼を攻撃し、勝利した。センナケリブはバビロニアを略奪し、マルドゥク・アプラ・イディナを追いかけたが、捕らえることはできなかった。アッシリアに戻るに当たり、センナケリブは傀儡のバビロン王としてベル・イブニを任命した。だが、ベル・イブニはアッシリアに敵対するようになったので、センナケリブは紀元前700年にバビロンに戻り、彼とその臣下を捕らえた。彼は代わりに、自分の息子アッシュル・ナディン・シュミをバビロン王にした。

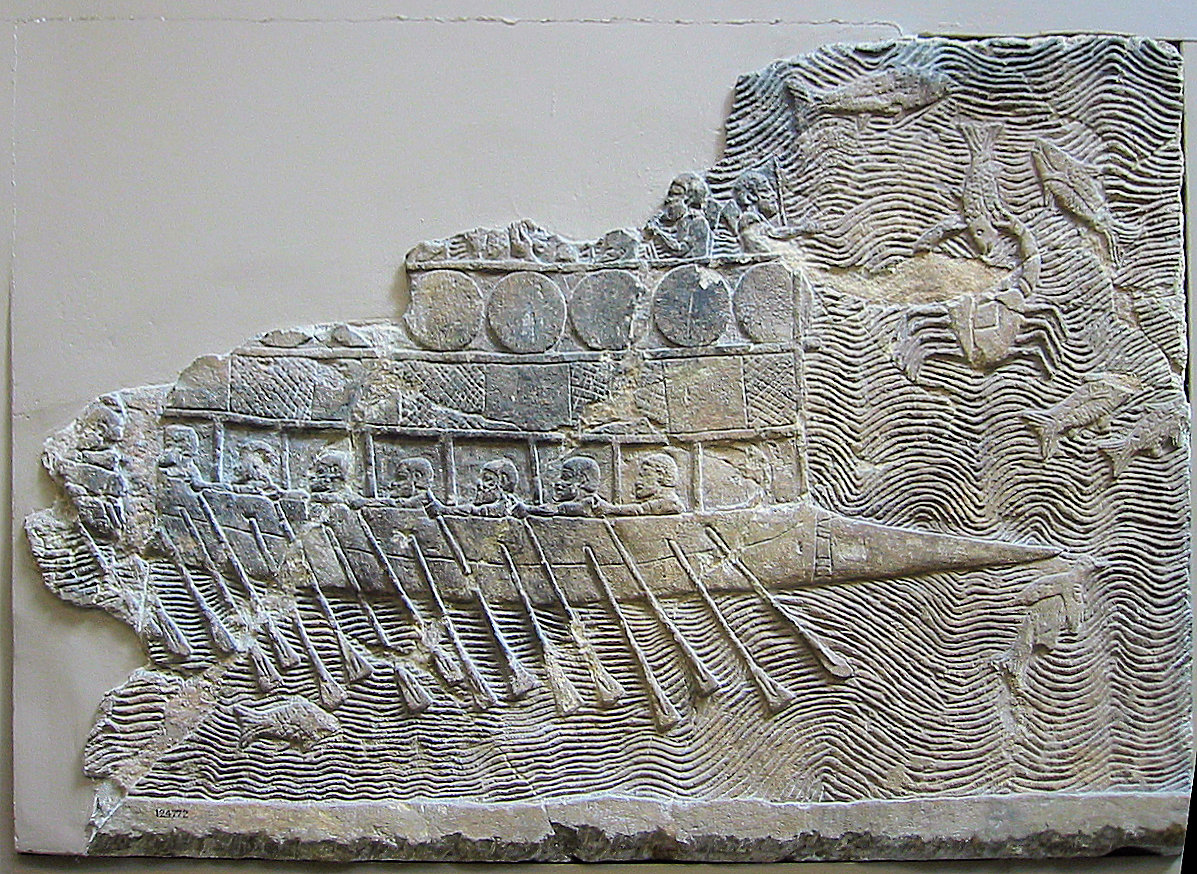
アッシリアの軍船、ガレー船。とがった船首が付いている。紀元前700年頃

紀元前694年、センナケリブはエラムに対する遠征を開始し、エラムの土地を荒らした。その復讐に、エラムの王はバビロニアを攻撃した。バビロン王であったアッシュル・ナディン・シュミ（センナケリブの息子）は捕らえられて、エラムに連れ去られた。詳細は不明だが、おそらく殺害されたのであろう。エラムは新たにネルガル・ウシェジブをバビロン王に据えた。翌年、アッシリア軍がバビロニアを攻撃し、ウルクの神像を奪った。ネルガル・ウシェジブとエラム人の仲間はアッシリアに敗れ、捕らえられてアッシリアへと連行された。すぐに別の地元の人間、ムシェズィプ・マルドゥクがバビロン王になった。彼はエラムからの支援を受けながら紀元前689年まで4年間王位にあったが、同年、アッシリア軍がバビロンを占領した。度重なる反乱と息子の死により寛容さを失っていたセンナケリブはバビロンの破壊を決定。周辺の運河を開き、都市の周囲を水浸しにした上で、ついにバビロンを破壊し、強制移住によりその住民を四散させた。
アッシュル・ナディン・シュミが消息を絶って以降、当初、センナケリブは王位後継者を年長の子アルダ・ムリッシに指定したが、紀元前684年、王位後継者を年下の子であるエサルハドンに変更した。アルダ・ムリッシらが不満に思わないはずはない。紀元前681年、センナケリブは神殿で神に祈りを捧げていたところを、アルダ・ムリッシら自分の子たちによって暗殺された。もしかすると、バビロンを破壊した報いを受けたのかもしれない。

#### エサルハドン（紀元前681年～紀元前669年）

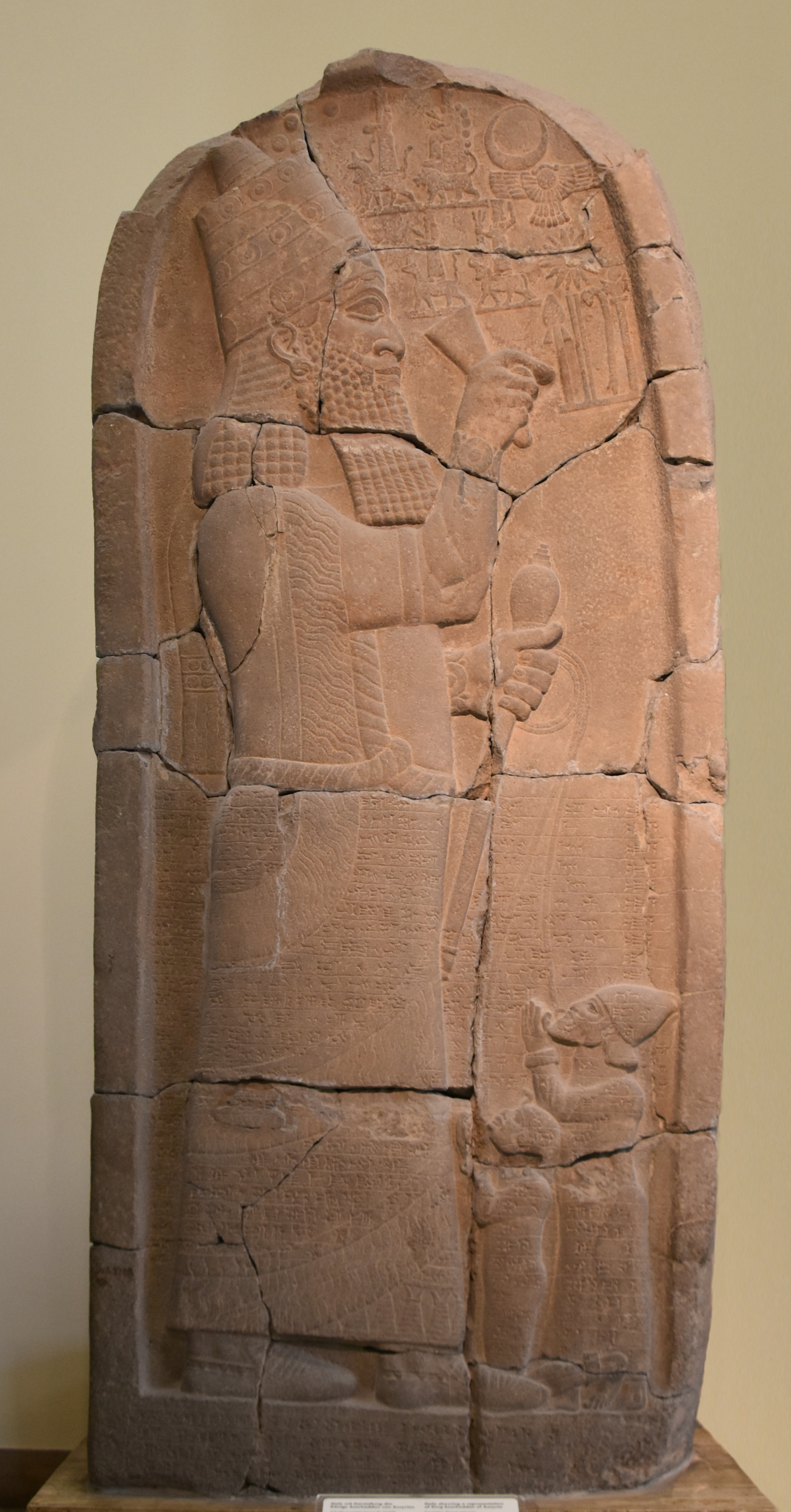
勝利の石碑はエジプトにおける王の勝利の後につくられ、戦闘用の杖を持つエサルハドンを威厳のある姿で描いている。エサルハドンの前には服従した王たちがおり、敗北したヌビアの王タハルカの息子が、首に縄をかけられてひざまづいている。

センナケリブの跡は、その息子エサルハドン（アッシュル・アハ・イディナ）が継いだ。エサルハドンは、バビロニアの統治を任されていた。父センナケリブが殺されたとき、彼はウラルトゥを攻めるためにコーカサス山脈地方に遠征しており、マラティヤ（ミリド）の戦いで勝利を収めていた。センナケリブを殺害したアルダ・ムリッシらに対する支持は広がらず、エサルハドンとアルダ・ムリッシそれぞれが軍を率いてニネヴェの西方で対峙すると、アルダ・ムリッシ軍の兵士の大半が彼を捨ててエサルハドンの下へと走った。こうしてエサルハドンは無事に王位を継承する。
エサルハドンの治世第一年、バビロニア南部で反乱が起きた。地元のエラム人知事ナブー・ゼル・キッティ・リシュル（Nabu-zer-kitti-lišir）がカルデア人の助けを得て都市ウルを包囲した。だがエラムとカルデアの同盟軍は敗れ、彼はエラムにいる同族を頼って逃れた。しかし、エラムの王は彼を捕らえ、剣にかけて殺した。
紀元前679年、キンメリア人とスキタイ人（現在のロシア南部）からの騎馬の大軍がタウロス山脈を越え、キリキアにあるアッシリア帝国の植民地を襲撃して悩ませた。エサルハドンは速やかにこれを攻撃し、これらの略奪者を追い払った。
アッシリア王としてエサルハドンは直ちにバビロンを再建した。（再びビクニ山に侵入していた）スキタイ、キンメリア、メディアを破ると、次いで彼の関心は西のフェニキアへと向かった。フェニキアはエジプトのヌビア、クシュの支配者と同盟してアッシリアに対抗しており、紀元前677年にシドンを略奪していた。また、エサルハドンはユダのマナセ王を捕らえ、バビロンに幽閉した。エジプトの干渉は忍耐の限度を超え、紀元前673年、エサルハドンはエジプト攻撃に着手した。2年後、彼はエジプトに全面攻撃をかけてこれを征服し、タハルカ王を追ってヌビアまで行き、そしてエジプトにおけるヌビア、クシュの支配を終わらせ、紀元前760年に始まったクシュ王朝を滅ぼした。
「エジプトをどのように略奪し、その神々を連れ去ったか」バビロニア年代記は形を変えて語る。タハルカはエジプトを捨てて逃れ、勝利を称える石碑が小アジアのアンティオキア湾の北、シンジェリ（Sinjerli）に建てられた。この石碑は今ではベルリンのペルガモン博物館に収蔵されている。エジプト王位の譲与について、聖書はイザヤ書第20章第4～5節において生々しく描写している。「アッシリアの王は、エジプトの捕虜とクシュの捕囚を引いていく。若者も老人も、裸、はだしで、尻をあらわし、エジプトの恥をさらしつつ行く。彼らは自分たちの望みをかけていたクシュのゆえに、誇りとしていたエジプトのゆえに、恐れと恥をこうむるであろう。」
アッシリアはウラルトゥを打ち負かし、その領土の多くを併合して属国としたほか、南方にもディルムン（バーレーン）まで拡張してアラビアに入った。もしかすると、このときがアッシリアの領土が最大化したときであったかもしれない。
しかしながら、クシュ人やヌビア人が独立を果たした後は、エサルハドンがエジプト中に置いたアッシリアの知事たちと地方の傀儡の支配者たちは、独立をこいねがって反抗的であったエジプトの民衆から逃げざるを得なかった。
紀元前669年、エサルハドンにより新しい遠征が始められたが、その途上で彼は病を得て死んだ。彼の年長の息子シャマシュ・シュム・ウキンがバビロン王に、アッシュルバニパルがアッシリア王になり、アッシュルバニパルが上の地位を得てバビロンはニネヴェに服従した。シャマシュ・シュム・ウキンの治世第1年にベル神やその他のバビロニアの神々の像はアッシュルでの捕囚からバビロンへと戻され、人々は20年ぶりにアキツ祭（新年祭）を行うことができた。

#### アッシュルバニパル（紀元前668年～紀元前631年）

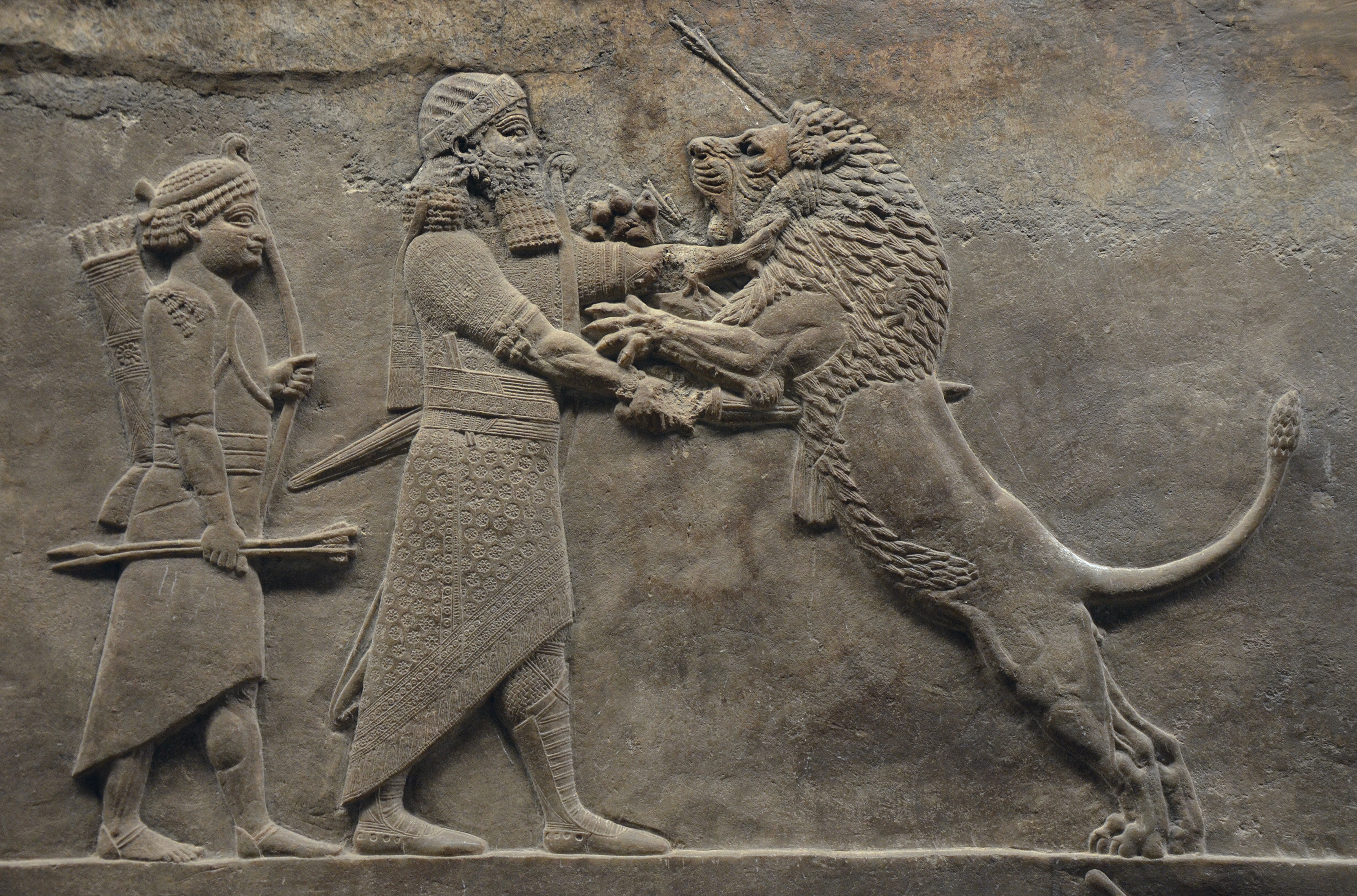
アッシュルバニパルのライオン狩り (浮き彫り)の一部。紀元前645年～紀元前635年頃。

アッシュルバニパル（またはアッシュル・バニ・アプリ）は、父エサルハドンから王位を継いだ。彼はエジプトへの遠征と支配を続けた。その時はまだ、新アッシリア帝国は東のメディアや北のキンメリア、スキタイからの圧力には煩わされていなかった。紀元前664年、彼はエジプト人プサムテク１世をファラオとして据えた。しかし、リュディア王のギュゲスがキンメリア人に対抗するためにアッシリアに支援を求めても断られた後は、リュディアの傭兵がプサムテク１世の下に送られるようになった。紀元前652年までには、この属王は懲罰を受けることなく、公然とアッシリアからの独立を宣言することができた。特に、アッシュルバニパルの兄でバビロン王のシャマシュ・シュム・ウキンが、バビロニアのナショナリズムに影響されて同年に内戦が始まって以降は、アッシリアからの干渉の恐れはなくなっていた。だが、エジプトの新しい王朝は賢明にもアッシリアとの友好関係を維持した。
父エサルハドンが弟のアッシュルバニパルをアッシリア王に、兄のシャマシュ・シュム・ウキンを従属的な地位であるバビロン王にした時点で、既に避けられないものとなっていたのかもしれない。シャマシュ・シュム・ウキンは16年にわたりこの状態に耐えていたが、紀元前652年、ついに反乱に踏み切った。彼は属州民の兵士からなる大規模な反乱軍でアッシュルバニパルを包囲することを試みたが、これはほぼ失敗した。この反乱は紀元前648年まで続いたが、最終的にバビロンは陥落して略奪を受け、シャマシュ・シュム・ウキンは宮殿に火を放って自決した。その後、アッシュルバニパルはバビロニアの反乱を支援したカルデア人、アラブ人、ナバテア人を罰した。アッシュルバニパルはアラビア半島に侵入し、ケダル人を含むアラブ人を従わせ、大量の戦利品をニネヴェに持ち帰り、アラブの王アビエイト（Abiate）とユアテ（Uate）を殺した。死海の南側とアラビアの北部に住んでいたナバテア人や、メソポタミアの遠く南東方面に住んでいたカルデア人も征服し、服従するようになった。エラムは紀元前646年と640年に攻撃し、その首都スサを略奪した。

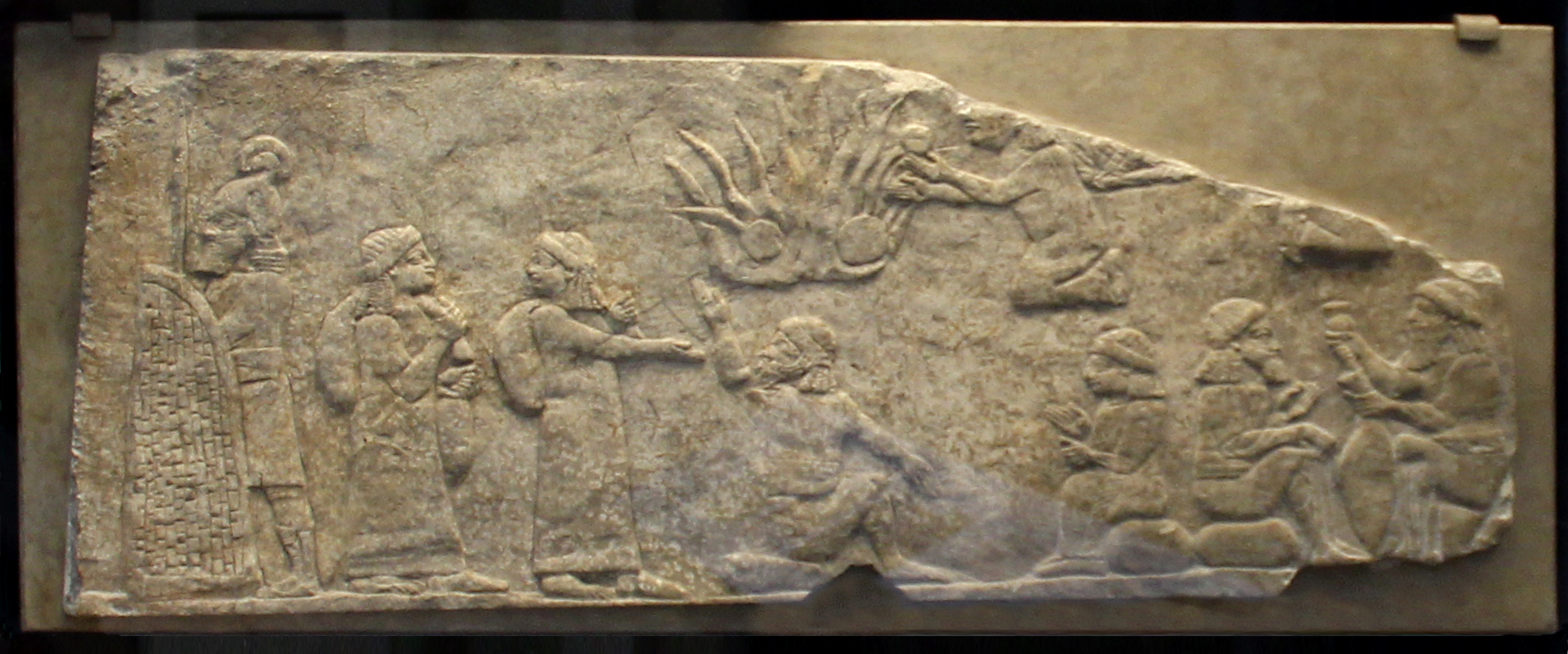
アッシリアの護衛に監督されるバビロニア人の囚人。作製時期はアッシュルバニパルの治世紀元前668年～紀元前630年頃。ニネヴェ出土、現在は大英博物館収蔵。史料番号ME124788。

バビロニアの反乱の鎮圧後、アッシュルバニパルは見渡すことのできる世界全ての支配者になったようだ。東ではエラムを荒廃させてアッシリアに屈服させ、マンナエ、ペルシア、メディアも属国となった。南ではバビロニアが占領され、カルデア人、アラブ人、スツ（Sutu）人とナバテア人が服従したほか、ヌビア帝国を滅ぼし、エジプトが貢納した。北ではスキタイ人とキンメリア人が征服され、アッシリアの領土から追い払われた。ウラルトゥ、フリュギア、コードゥエンスとシロ・ヒッタイトは忠誠を誓い、リュディアはアッシリアによる保護を求めた。西にはアラム（シリア）、フェニキア、イスラエル、ユダ、サマッラー、キプロスが服従し、カリアのギリシア系住民、キリキア、カッパドキア、コンマゲネもアッシリアに貢納した。
今やアッシリアはかつてないほど強大になった。しかし、バビロニアやエラムとその同盟軍との長い戦いと、帝国を支配し拡大するために全ての方向へ繰り返される遠征のために、アッシリアは疲弊していた。富と人的資源が次第に失われていった。荒廃した属州は帝国の国庫を満たすための富を提供することはできず、巨大な帝国を防衛するために十分な兵士を供給することもできなかった。
それゆえ、スキタイ人の新たな大軍に直面したとき、アッシリアは準備不足だった。今やスキタイ人は北方及び北東方面の国境を脅かし始めていた。また、ペルシアや先イラン人、エラムやマンナエと対立しつつも、イラン人は、紀元前1000年頃にはメソポタミアの東方に定住を開始し、アッシュルバニパルの治世末期には名目的な属国となっていたが、アッシリアがエラムを滅ぼしてから、イラン人の中ではメディアが強大化しつつあった。小アジアも、敵対的なスキタイ人とキンメリア人で満ちていた。彼らはウラルトゥやリュディア、フリュギアを荒らし回っていたが、アッシリア軍が追い払った。このように、アッシリア帝国を取り巻く環境は厳しさを増していたが、アッシュルバニパルが生きている間は、これらの潜在的な問題をどうにか抑えていることができた。

### アッシリアの滅亡

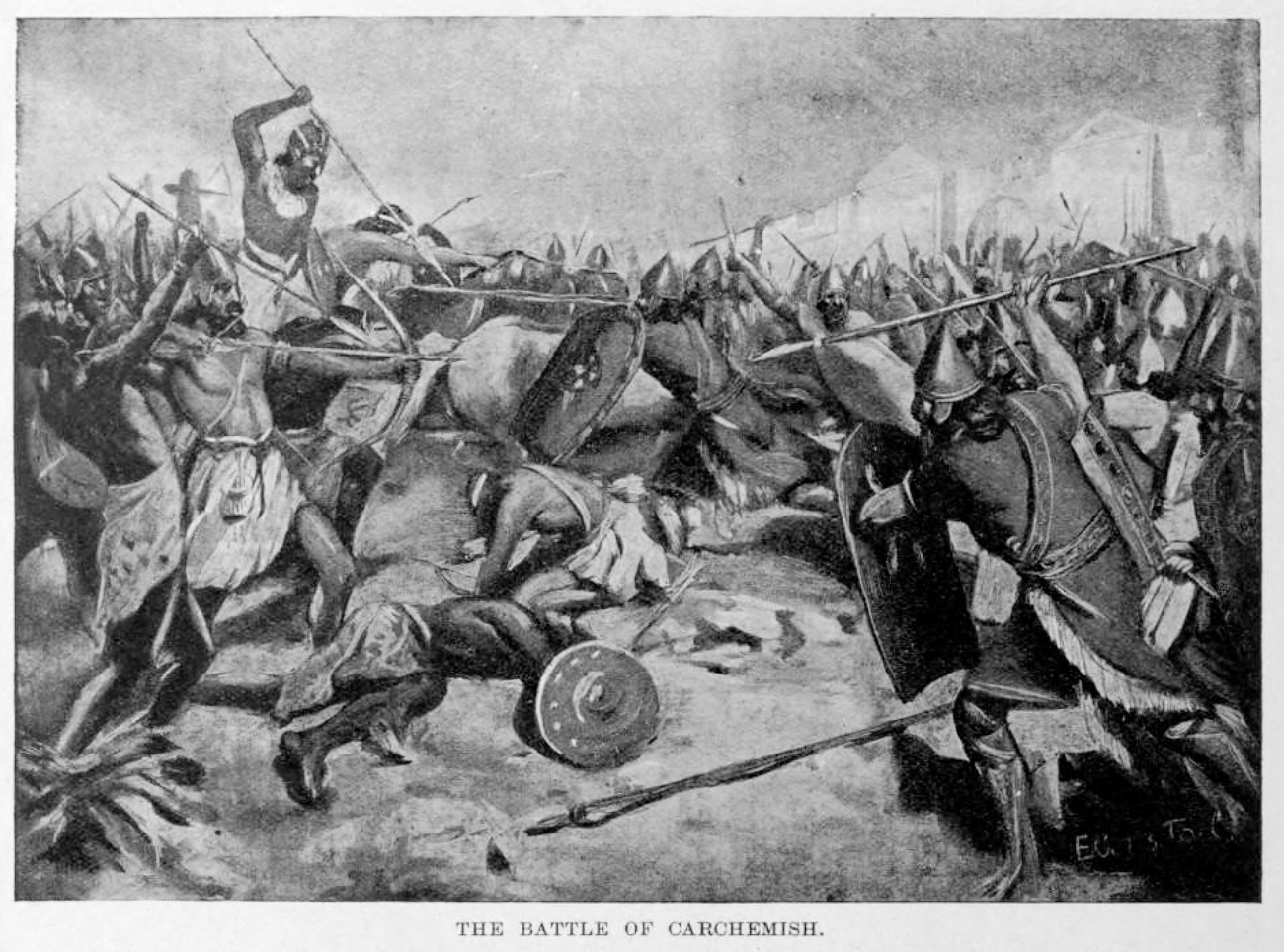
紀元前605年、カルケミシュの戦いにおいてバビロニア軍と戦うエジプト軍。アッシリア軍の残党とともに戦ったが、敗北した。

アッシュルバニパルの死後、多くの王位主張者による苦しい内戦が発生し、帝国は急速に崩壊し始めた。アッシュル・エティル・イラニがアッシュルバニパルの跡を継いだが、彼の治世は短く、紀元前627年に彼の兄弟であるシン・シャル・イシュクンが王になった。宦官シン・シュム・リシルによる反乱に対処した後、シン・シャル・イシュクンはさらに大きな脅威に直面した。バビロニアの属州が、アッシリア国内の激変につけ込んで反乱を起こしたのである。反乱は、それまではよく知られていなかったナボポラッサルによって主導され、紀元前625年に発生した。その後は、バビロニア中心部において長い戦いが続いた。最初にナボポラッサルはバビロニア地方におけるアッシリア帝国の中心地、ニップルの占領を試みたが、これはシン・シャル・イシュクンによって阻まれた。しかし、バビロンにおける一般民衆による反乱の後、ナボポラッサルはバビロンを確保し、同じ年にバビロン王になった。
その後、シン・シャル・イシュクンは、さらに多くの領土を失った。紀元前624年にはウルクを取り戻すことに成功したが、それもすぐに奪い返された。紀元前623年、シン・シャル・イシュクンが大軍を率いてバビロニアへ向かい、反乱の完全鎮圧を目指したが、この時、さらにもう一つの戦いが、こともあろうかアッシリア中心部で発生した。この反乱を指揮した将軍の名前は分かっていないが、バビロニアの戦線に向けて送られた援軍が方向を転換し、妨害を受けることなく首都ニネヴェにまで到着したのである。この人物はニネヴェに入ってアッシリア王を名乗った。この問題を放置などできるはずもなく、シン・シャル・イシュクンは本国へ戻ってこれを鎮圧したが、これにより、バビロニア問題を解決するための貴重な時間が失われ、一方で、ナボポラッサルは自分の地位を強固なものとすることができた。
紀元前620年、ナボポラッサルはついにニップルを占領し、バビロニアの主となった。これらの出来事が展開していく中で、メディアもまたアッシリアの支配から独立し、国力を増強した。紀元前615年の10月または11月、キュアクサレス王率いるメディア軍がアッシリアに侵入し、アッシリア軍に対する最終的な大規模遠征の足がかりとして、都市アラプハ周辺地域を制圧した。同じ年、メディア軍はシン・シャル・イシュクンをタルビスの戦いで破り、そして紀元前614年、アッシュルを占領。都市を略奪して多くの住民を殺した。ナボポラッサルは、略奪が既に始まった後にアッシュルに到着し、キュアクサレスと面会した。彼らは反アッシリア同盟を結び、ナボポラッサルの子ネブカドネザルとメディアの王女を婚姻させることとした。今や、アッシリアは圧倒的な劣勢に立たされたのである。それから４年間の苦しい戦いを経て、紀元前612年、連合軍はついにアッシリアの首都ニネヴェを包囲し、３か月の包囲戦の後に城壁を突破して市街戦へとなだれこんだ。都市を陥落させたのは、メディア軍の働きによるところが大きい。シン・シャル・イシュクンの最期は明らかではないが、一般的にはニネヴェの防衛戦において死んだとされている。ニネヴェの陥落は、アッシリア帝国の終焉の始まりだった。
アッシュル・ウバリトという名の将軍がアッシリア王を名乗った。アッシリアはエジプト王朝のファラオ、ネコ2世から時機を逸した軍事支援を受け、紀元前609年までハッラーンで持ちこたえた。紀元前614年にアッシュルが破壊されてからは、伝統的な戴冠式を行うことは不可能だったので、アッシュル・ウバリト２世は新たな首都ハッラーンで王位に就いた。バビロニア人が彼をアッシリア王と見なす一方で、わずかに残った民はそのようには見なさず、彼の称号は王太子のままだった（mar šarri、「王の息子」の意）。しかしながら、アッシュル・ウバリトが公式に王でなかったことは、その正統性に疑義を抱かれたわけではなく、単に正式な儀式を済ませていないと見なされていたに過ぎない。エジプトの支援はその後も続き、アッシリア軍は、増大するバビロニアとメディアの国力を抑えようという絶望的な試みに挑戦した。
紀元前609年、エジプト軍はメギドの戦いで、ヨシヤ王率いるユダ軍を破り、ようやくアッシリア軍の残党の下にたどり着いた。紀元前609年のハッラーンにおける最後の戦いで、アッシリア・エジプト連合軍はバビロニア・メディア連合軍に敗れ、独立国家としてのアッシリアは消えた。アッシュル・ウバリト2世がハッラーンで殺されたのか、生き延びたのかも分からないが、いずれにせよ、彼は歴史から消えた。紀元前605年、かつてのアッシリア軍の残党も参加して、別のエジプト軍がバビロニア軍と戦ったが（カルケミシュの戦い）、これも敗北に終わった。
さらに年月が流れて紀元前6世紀半ば、バビロニアとアッシリアはペルシア帝国の属州になった。紀元前520年、アッシリアは独立を目指す最後の試みとして、アケメネス朝に対する大規模な反乱を行ったが、ダレイオス大王に鎮圧されて終わった。
新アッシリア帝国は滅びたが、アッシリアの文化は後継の諸帝国、例えばメディア、ペルシア、インド・イラン派の人々など、かつてアッシリアに支配されていた人々に影響を残した。

#### 環境的要因
アダム・Ｗ・シュナイダーとセリム・Ｆ・アダリ、ルース・シュスターは、厳しい干ばつと増大した人口の２つの要素が、政治経済の深刻な不安定さにつながったと提案している。反乱の可能性をなくすため、征服された人々は、しばしば長距離の強制移住によりアッシリアの属州に定住させられた。アッシリアの中心部は、紀元前8世紀後半から紀元前7世紀前半にかけての人口の爆発的増加には耐えることができた。この人口増加は、主に征服された人々の帝国内への移住によるものである。しかし、イラク北部のクナ・バ洞窟（Kuna Ba Cave）で採取された２つの石筍に含まれる鉱物の堆積物の研究は、紀元前675年から紀元前550年の間に、湿潤な気候から乾燥した気候へと変化したことを示唆する。それはもしかすると、アッシリア滅亡の要因となったのかもしれない。

## 滅亡後のアッシリア
滅亡後、アッシリアはメディア国によってアスラ（Athura。アッシリアと呼ぶときもある）として短期間、統治された。皮肉にも、バビロンの最後の王ナボニドゥスとその息子ベルシャザルはハッラーン出身のアッシリア人だった。この後、アケメネス朝ペルシアにより支配され（アッシリアはペルシアに対して、紀元前520年に再度、反乱を起こした）、その後はギリシアのセレウコス朝、サーサーン朝ペルシア、パルティアなどに支配者が変わっていった。短期間ではあるが、トラヤヌス帝のローマ帝国の支配を受けたこともある。
アッシリアは属州として生き残るとともに、その名もまた、様々な形で生き残った（アスラ（Athura）、アスリスタン（Asuristan）、ローマのアッシリア州、セレウコス朝シリアなど）。その土地はペルシア人、ギリシア人、ローマ人、アルメニア人、ジョージア人、ビザンツ人らによってアッシリアの名残として認識されたが、紀元7世紀にアラブ人により征服された後、アッシリア州はついに解体された。
その一方でアッシリア・バビロニアの神々は、紀元4世紀のキリスト教の時代になっても盛んに崇拝され、紀元3世紀後半になってもなおアッシュル神の神殿はその母体都市で捧げられていた。アッシュル、ハトラ、オスロエネ、アディアベネなど、紀元前2世紀から紀元4世紀の間にアッシリア地域に発生した多くの王国はアッシリアのアイデンティティを持つ。キリスト教は紀元1–3世紀に確立し、パルティアとサーサーン朝におけるアッシリア（アスリスタン）はアッシリア東方教会やシリア・キリスト教、シリア文学の中心地になった。なお、「シリア」という単語は元々アッシリアを指すインド・ヨーロッパ語族のルウィ語の単語で、ギリシア語によって借用されて地中海世界に知られるようになったとする説が有力である。

## 言語
当初、新アッシリア時代の初期（紀元前10～8世紀）には、アッカド語が帝国の主たる言語だった。紀元前8世紀における西方への領土の拡大とアラム語の諸国家の併合により、アラム語も重要性を増し、追加の行政・公用語として徐々に受け入れられていった。
元々はアラム人の言語だったアラム語を、ティグラト・ピレセル3世は帝国の共通語にした。アラム語はシンプルでアッカド語よりも書きやすかったため、例えばアッシュルバニパルなどの支配者により集められた多くの報告は、アッカド語からアラム語に翻訳された。一方、一般社会における文書は主にアラム語で書かれ、その使用量はアッカド語を凌駕するようになった。アラム語は世の人々や商人に普及したが、帝国の正式な行政言語は相変わらず新アッシリア地方のアッカド語のままだった。だが、新アッシリア帝国が滅びた後の紀元前6世紀になる頃にはアラム語がアッカド語を駆逐し、アケメネス朝アッシリア州における帝国の公用言語はアラム語が採用された。アラム語の浸透についての重要な要因の一つは、アッシリアの興隆と滅亡である。その統治期間における強制移住と植民、異民族間の結婚が、アラム語とアッカド語の接触を増やしていった。
実際は、アッシリアとバビロニアの人口は、それぞれ本来のアッカド人とアラム人が混じり合って構成されていた。アラム語は帝国の共通言語となったが、王家とエリートの言語としては、アッカド語が好まれ続けた。支配者、王族、エリートたちはアラム語とアッカド語の両方の訓練を受け、紀元前7世紀になる頃には、支配階級は完全にバイリンガルとなっていた。それ以外の帝国の住民は、２つのグループに分かれた。アラム語を話す人々と、アッカド語を話す人々である。一般的には、普通の人々と商人もバイリンガルだったが、古来アッシリアだった地域以外の帝国内部においては、アラム語が優勢であり続けた。新アッシリア帝国が滅びると、アッカド語を読み書きできるのはエリート層に限られるようになった。ニネヴェとアッシュルやその他の都市がメディア・バビロニア連合軍により占領された際に凶暴な略奪が行われ、この言語を伝えていくべきエリートがほとんど生き残らなかったこともまた、アッカド語の衰退を加速させた。だが、アラプハのようないくつかの都市は、破壊を免れていた。
アッカド語は、アッシリア帝国の滅亡をくぐり抜けてかろうじて存続した。アッカド語の楔形文字による最後の文書は、紀元1世紀のものである。

## 行政
アッシリア帝国は、建国の諸州と属国から構成された。これらの土地の多くは、王家の人々により支配された。これらの職には肩書きがあったが、これらの職の保持者は、儀式的な方法で肩書きを得たのかもしれない。
属州は、領土支配の一形態であり、州都、農村、道の駅、前哨地と守備隊から構成され、州知事により経営された。州知事は軍事上の義務も負い、例えば軍事情報の収集と報告を行ったほか、戦争においては軍隊を率いてアッシリア軍に参加した。知事として、彼らは王あるいは王の高官たちにのみ応えた。王の道をラバで移動し、一定間隔で設置された駅で交替する国家通信システムにより、王宮は知事たちと効果的に通信することができた。知事のすぐ下には副知事がいて、そのさらに下には大勢の補佐官、官僚、書記、会計が働いていた。州政府の最下層には村長がいて、主に地域の農作業や事業を監督した。
属州は覇権の下に置かれた。これらの属州は、軍事力による制圧か、あるいは帝国の軍事力を見せつけることによって獲得した領土だった。平和裏に服従した国には比較的自治権が与えられ、支配層はそのまま残ることが許された。だが、抵抗した国はその体制が転覆され、統治者にはアッシリアに忠誠を誓う傀儡の高官が充てられた。属州であるということは、すなわち軍事的保護と引き換えに、アッシリアにモノ、労働力、兵士などの貢ぎ物を納めることだった。アッシリアによる保護は、属国というよりはむしろアッシリア本国の必要性によるものと思われた。なぜならアッシリアは属国近隣の地域を攻撃するためという口実で、属国に脅威を認識させた上に、結局、属国は自分で防衛していかなければならなかったからである。
そしてアッシリア人は、被征服民に対処するための新しい方法を発明した。ある土地を征服した後、その住民を帝国内の他の土地に移動させ、土地と州政府による支援を与えて住ませたのである。この政策は、一定の人口レベルを保つために用いられたが、意見の衝突の温床になることもあった。紀元前7世紀までには、王の側近たちにバビロニア、アナトリア、エジプト、イランなど各地出身の学者、職人、歌手たちも含まれるようになった。

## 軍隊
アッシリア帝国は「史上最初の軍事国家」と表現されてきた。メソポタミアは、最も古い戦闘の記録が残っている地域である。
アッシリア軍の階級制度は、当時のメソポタミア地方における軍隊の典型である。王の統治は神聖化されていて、帝国全軍の司令官となった。戦場における王の存在が不要である場合には、王に代わって遠征を率いる上級将校を任命することもあった。新アッシリア帝国は多くの種類の軍事船や装置を活用した。これには戦車や騎兵、破城槌（はじょうつい）も含まれた。

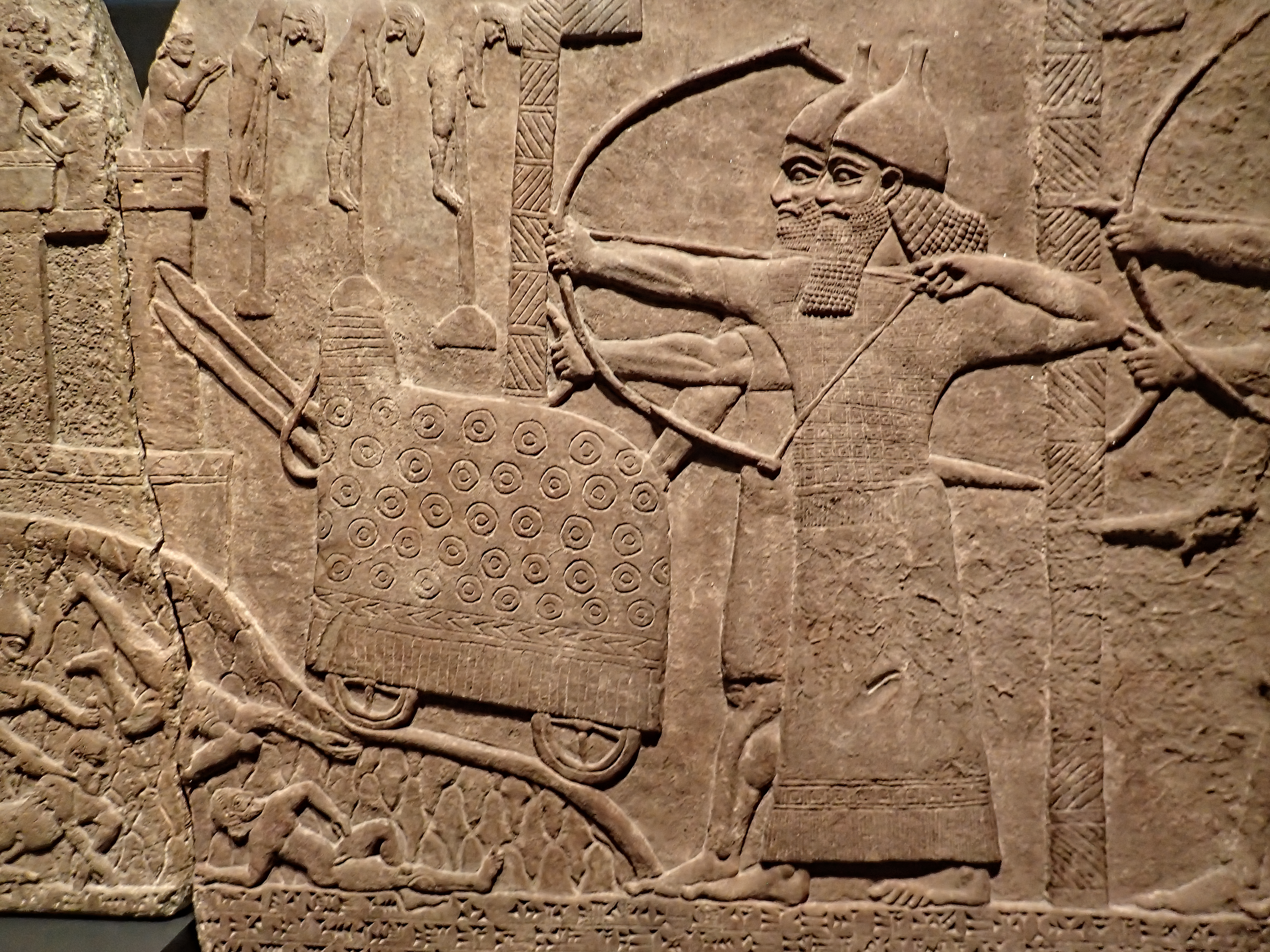
破城槌で町を包囲するティグラト・ピレセル3世
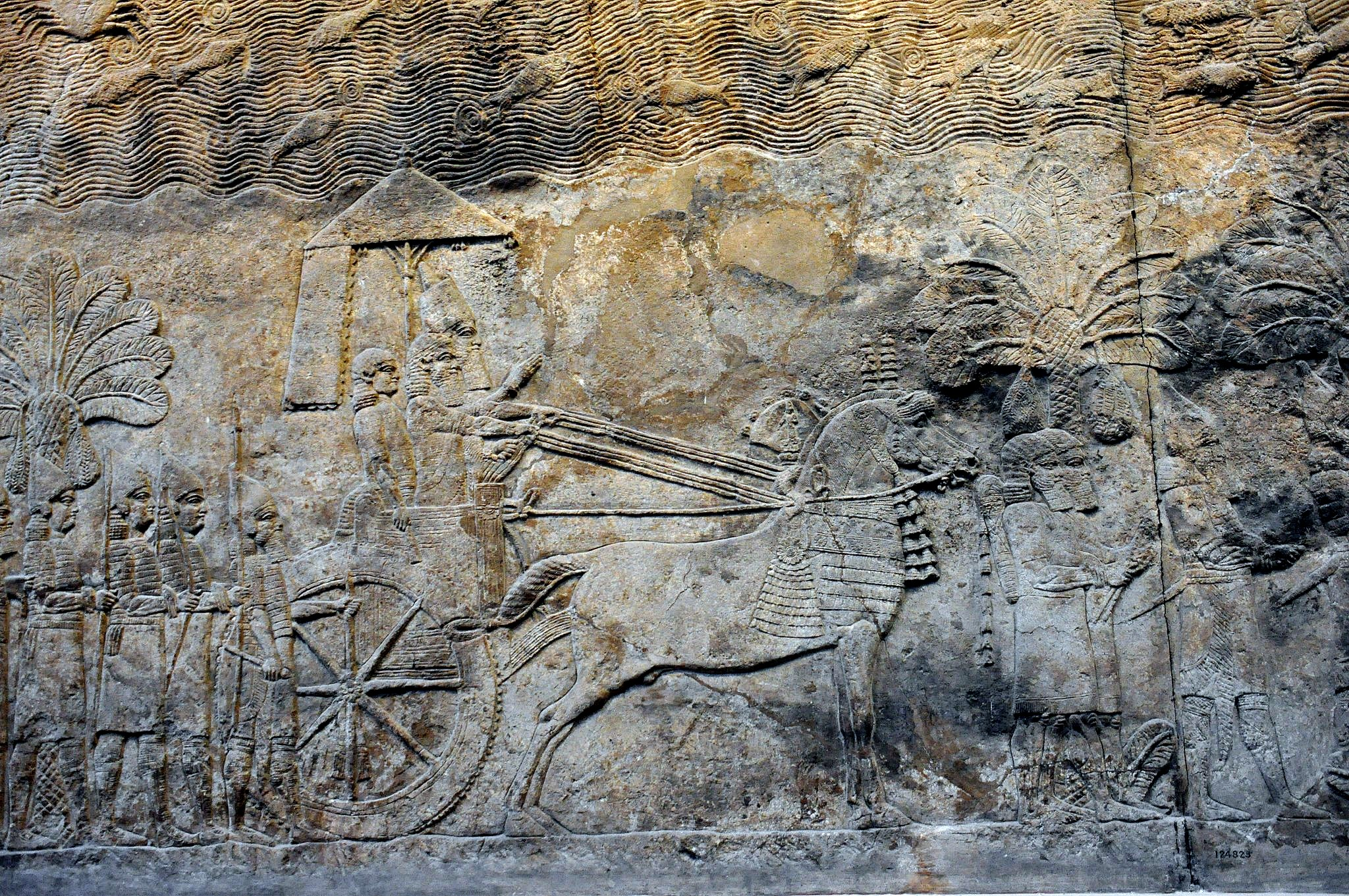
戦車に乗るアッシリア王
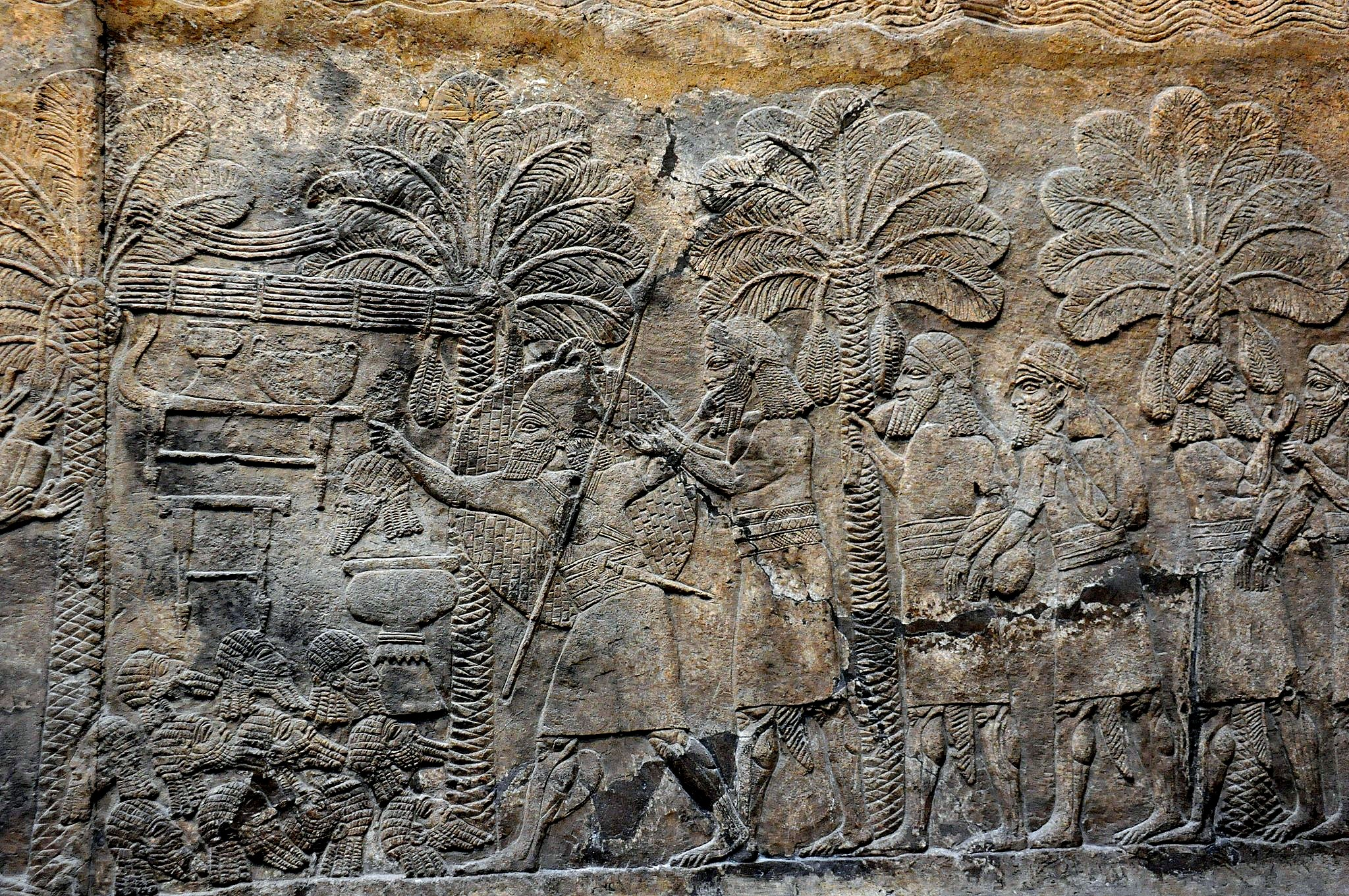
メソポタミア南部におけるアッシリア軍
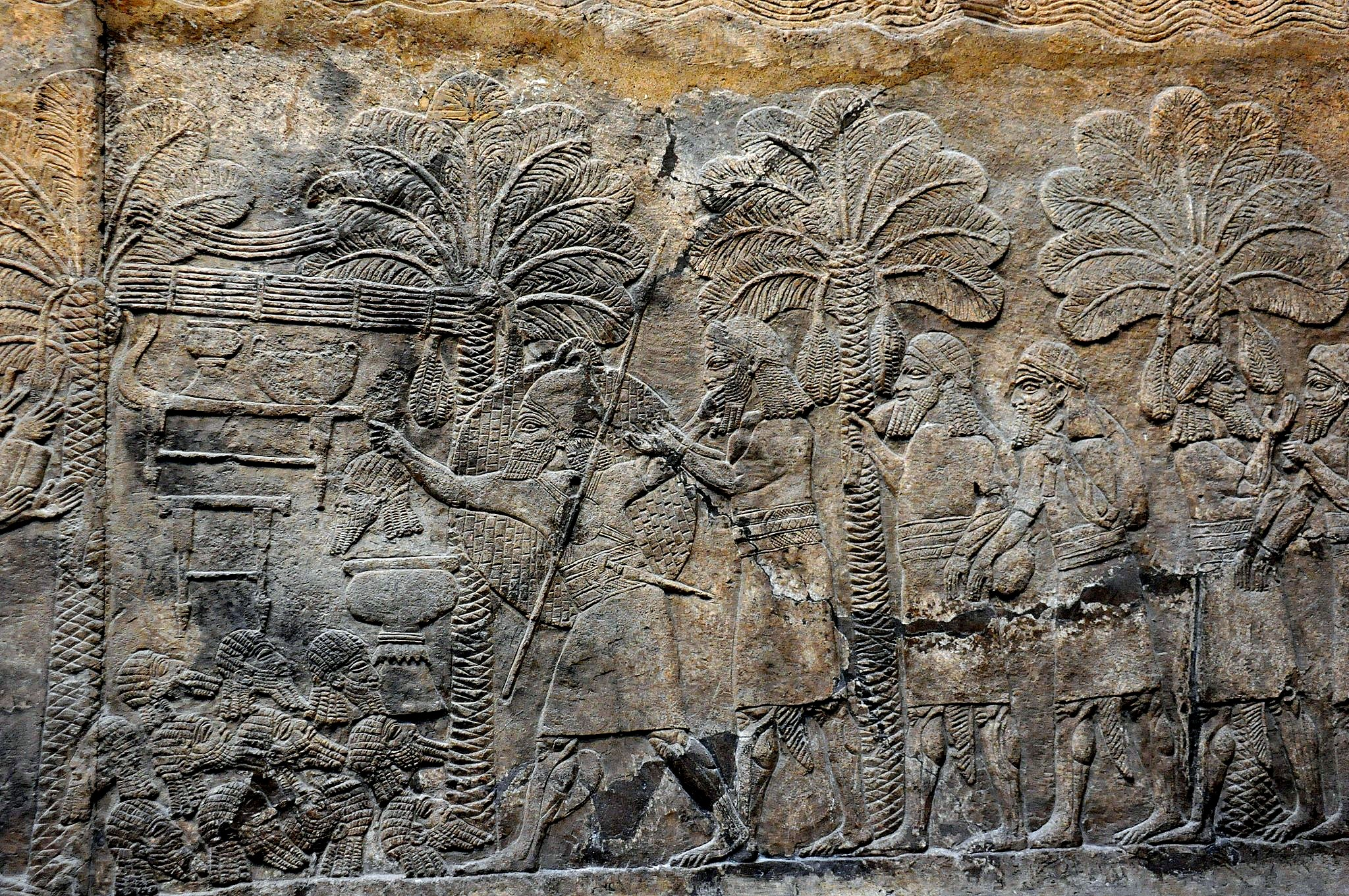
メソポタミア南部における、首を切られた敵兵
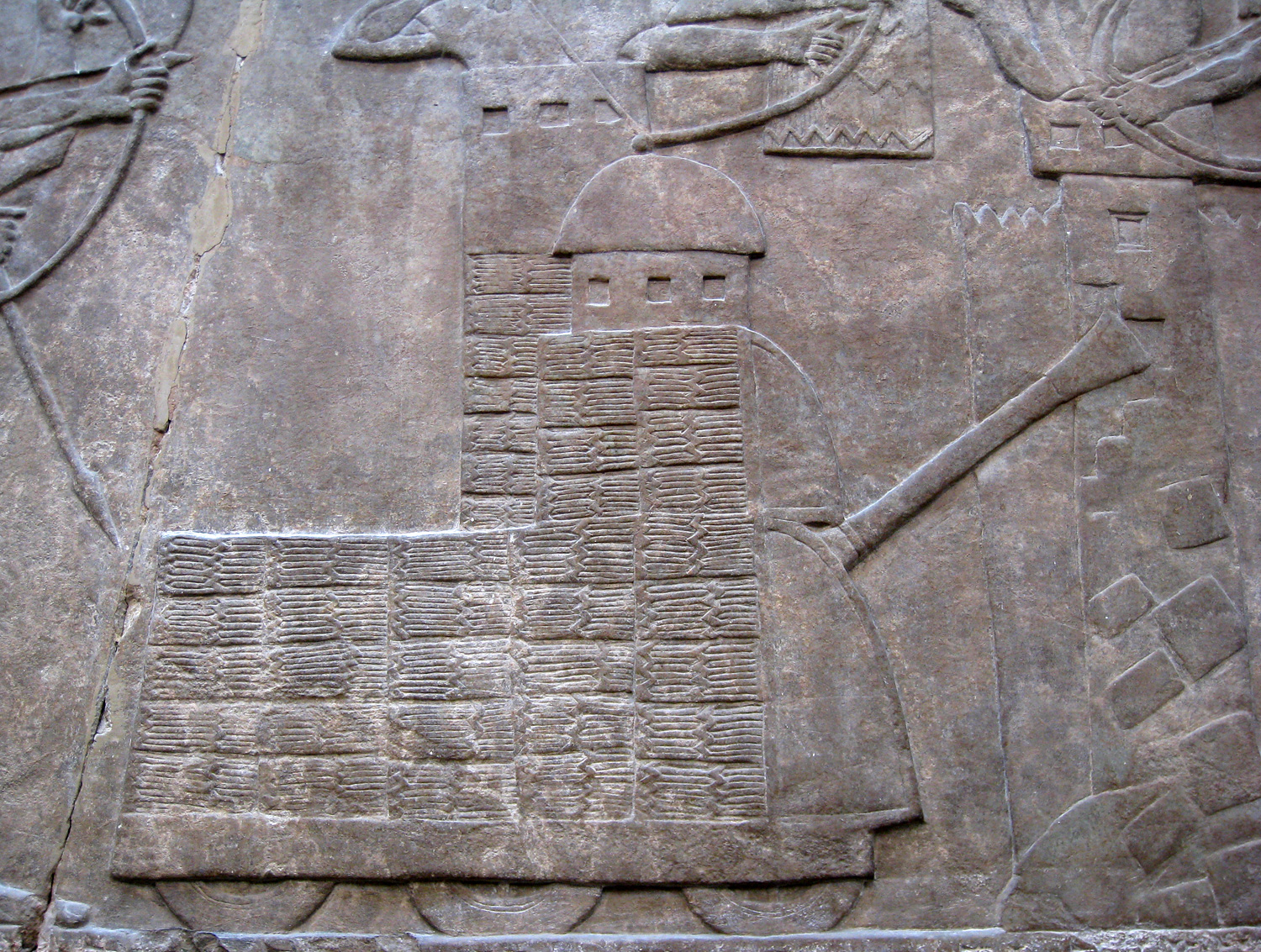
アッシリアの破城槌（はじょうつい）

## 社会

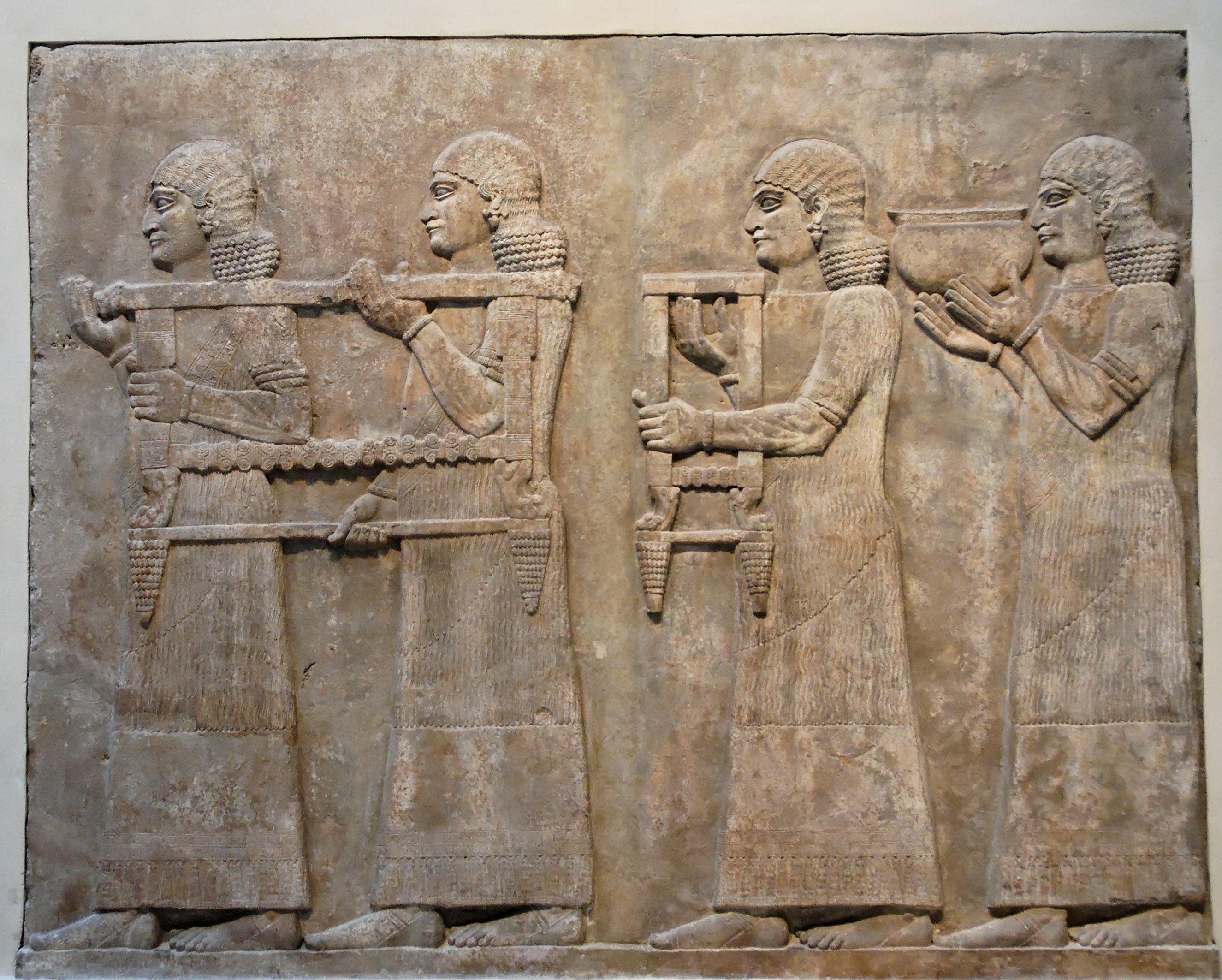
戦利品を運ぶ宦官

新アッシリア帝国は領土拡張主義に基づく好戦的な社会であった。絶え間ない拡張の結果、彼らは多様で多民族の帝国となった。皮肉にも、アッシュル・ナツィルパル2世が帝国内で強制移住を開始するまでは、統合されたアッシリアのアイデンティティは発生しなかった。移住させられた人々の大多数は、帝国中心部の都市に落ち着いて、やがて共通の言語となるものを持ち込んだ。アラム語である。これが最初の国家統合要素となった。アラム語の広まりは、アラム化の時代として知られる。そしてこの新たな言語は、すぐに共通語、公用語になった。
人々が新たな土地に住むと、彼らは「王家のイデオロギー、宗教、神話・・・」などのアッシリアの文化にさらされた。そして「帝国の芸術、王の儀式、宗教的祭儀とアッシュル、イシュタル、ナブー、シンや他の神々の儀式があらゆる人々に対して絶え間なく宣伝された」。このプロセスは「アッシリア化」として知られる。アッシリア化は、異民族間の結婚、軍隊への参加、（かつての強制移住民の子孫ではない、純粋な）アッシリア人との日常の接触などを通じ、多世代に渡って徐々に進行した。世代間の文化や言語のやりとりを通して、アッシリア人としてのアイデンティティの同化が進んだ。

### エリート社会における宦官
宦官は、王の召使いとしての役割を果たすことが多かった。そして帝国統治におけるあらゆる場面、例えば行政行為や儀式などにおいて王に同行した。王家の宦官は、定期的に州知事に昇進し、彼らはその土地を彼らが好ましいと考えるとおりに統治することができた。彼らは自分の石碑を建て、王の名前の前に自分の名前を刻み、巨大なザカトゥ（人物像）を臣民に示すことができた。州知事として彼らは他国に戦争を仕掛けることが許されており、戦闘によって貢ぎ物を集めることもできた。

## 文化
メソポタミア文学の古代最高の作品のうちいくつかのものは、保存状態が極めて良い新アッシリア時代の写本の中から見つかっている。ニネヴェにあったアッシュルバニパルの図書館から出土した紀元前7世紀の写本の中に、ギルガメシュ叙事詩とエヌマ・エリシュがあったし、新アッシリア時代版のアトラ・ハシースも見つかっている。
新アッシリアの楔形文字は、長期間にわたる楔形文字文書の改良の最終段階に達している。数多くの絵文字が減らされ、絵文字は単純化・標準化された。このため、現代における楔形文字一覧は、通常、新アッシリア時代の楔形文字を採用している。新アッシリアの楔形文字はアラム語のアルファベットと並行して用いられ、パルティアの時代まで残った。紀元前8世紀からアッシリア帝国の共通語として採用されたアラム語は、アケメネス朝まで続いた。アッシリアの書記は、二人一組で描かれることが多かった。一人は粘土板にアッカド語で書き、もう一人は羊皮紙やパピルスにアラム語で書いているのである。
青銅器時代の終わり、ニネヴェはバビロンよりもはるかに小さかったが、それでも世界の主要都市の一つであった（人口は約33,000人）。新アッシリア時代の末期には、その人口は約12万人までに膨れ上がり、もしかすると当時、世界最大であったかもしれない。
アッシリアの法典は、この時代に編纂された。

## 君主一覧
| 名前                         | 在位年               | 概要 |
| ---------------------------- | -------------------- | --- |
| アダド・ニラリ2世            | 前911年～前891年     | 新アッシリア帝国時代最初の王（彼の父アッシュル・ダン2世からとする場合もある）。西方でアラム人と戦い、ハブール川流域を確保するなど、帝国の土台を築いた。 |
| トゥクルティ・ニヌルタ2世    | 前891年～前884年     | アラム地方、ウラルトゥなどに遠征。ニネヴェやアッシュルを発展・拡大させた。 |
| アッシュル・ナツィルパル2世  | 前883年～前859年     | 新アッシリア帝国中興の祖。シリアを攻めて地中海まで達し、フェニキアからも貢納を取り立てた。首都をカルフ（ニムルド）に遷した。 |
| シャルマネセル3世            | 前859年～前824年     | ウラルトゥ、シリア、バビロニアなど、各方面へ遠征し、アッシリア帝国の版図を拡大した。 |
| シャムシ・アダド5世          | 前824年～前811年     | 兄弟との後継者争いを制してアッシリア王となる。バビロニアに対して遠征し、宗主権を得た。妻サンムラマートとの間にアダド・ニラリ3世をもうけた。 |
| アダド・ニラリ3世            | 前810年～前783年     | 母親のサンムラマート（セミラミスのモデルとなった女性）の影響が大きかった。地方の高官の勢力が強く、アッシリア王の権力は弱体化していた。 |
| シャルマネセル4世            | 前783年～前773年     | 北のウラルトゥ王国との戦いで苦戦を強いられる。宦官や軍人シャムシ・イルの権勢が強く、彼自身の権限は大きく制限されていた。 |
| アッシュル・ダン3世          | 前772年～前755年     | 宦官や軍人シャムシ・イルの権勢が強く、彼自身の権限は大きく制限されていた。 |
| アッシュル・ニラリ5世        | 前754年～前745年     | 軍人シャムシ・イルの権勢が強く、軍事遠征もあまり行えなかった。ティグラト・ピレセル3世に王位を簒奪されたと見られている。 |
| ティグラト・ピレセル3世      | 前744年～前727年     | 常備軍を創設し、新アッシリア帝国黄金時代の基礎を築いた。ウラルトゥ、シリア、バビロニアなど広範囲に積極的に戦争を行った。 |
| シャルマネセル5世            | 前727年～前722年     | 北イスラエル王国への遠征を開始した。だが、治世わずか５年で、サルゴン2世に取って代わられた。 |
| サルゴン2世                  | 前722年～前705年     | サルゴン王朝の創始者。シャルマネセル5世の直系ではなく、王位簒奪者の可能性が高い。北イスラエル王国を滅ぼしたことで有名。ウラルトゥへの遠征など、積極的に活動した。新首都「ドゥル・シャルキン」を建設したが、完成前にアナトリアで戦死した。 |
| センナケリブ                 | 前705年～前681年     | 新アッシリア帝国の黄金期を築いた。軍事遠征を積極的に行い、エルサレム包囲戦でも有名。首都をニネヴェに遷した。反乱したバビロンを破壊。後継者を年下の息子エサルハドンに指名したことを恨んだ年上の子に暗殺された。 |
| エサルハドン                 | 前681年～前669年     | 兄によるクーデターを鎮圧してアッシリア王に就き、新アッシリア帝国の黄金期を維持した。軍事遠征を積極的に行い、エジプトまで攻めていったが、生来病弱で、エジプト遠征の途上で病没した。彼自身が王位継承で苦労したにもかかわらず、後継のアッシリアの王に年下の子アッシュルバニパルを、バビロンの王にその兄であるシャマシュ・シュム・ウキンを指名したことが、やがて内戦を招くこととなる。 |
| アッシュルバニパル           | 前668年～前631年頃   | 新アッシリア帝国黄金期の最後の王。軍事遠征を積極的に行った。学問への関心も高く、各種の文書を収集したアッシュルバニパルの図書館は有名。治世第17年に、バビロンの王となった兄、シャマシュ・シュム・ウキンが反乱を起こし、内戦が勃発。4年かけてこれを鎮圧したが、この内戦で国力を疲弊したことが、帝国滅亡の遠因となった可能性がある。                                                  |
| アッシュル・エティル・イラニ | 前631年頃～前627年頃 | 即位後わずか４年で亡くなった。史料は少ない。 |
| シン・シュム・リシル         | 前626年頃            | 反乱により新アッシリア王を名乗った宦官。バビロニア北部を掌握したが、３か月で終わった。 |
| シン・シャル・イシュクン     | 前627年頃～前612年頃 | アッシュル・エティル・イラニの兄弟。勃興した新バビロニアの進撃を食い止めることができず、首都ニネヴェでメディアと新バビロニアの連合軍に包囲され、おそらくここで戦死したと思われる（滅亡期の混乱で、記録すら残っていない）。 |
| アッシュル・ウバリト2世      | 前612年頃～前609年頃 | 新アッシリア帝国の残党を率いてハッラーンで立て直しを図ったが、新バビロニア軍の攻撃によりこれも失った。紀元前609年の戦闘を最後に史料から消え、ここに新アッシリア帝国は滅びた。 |